# Jesusomnämnandena hos Josefus

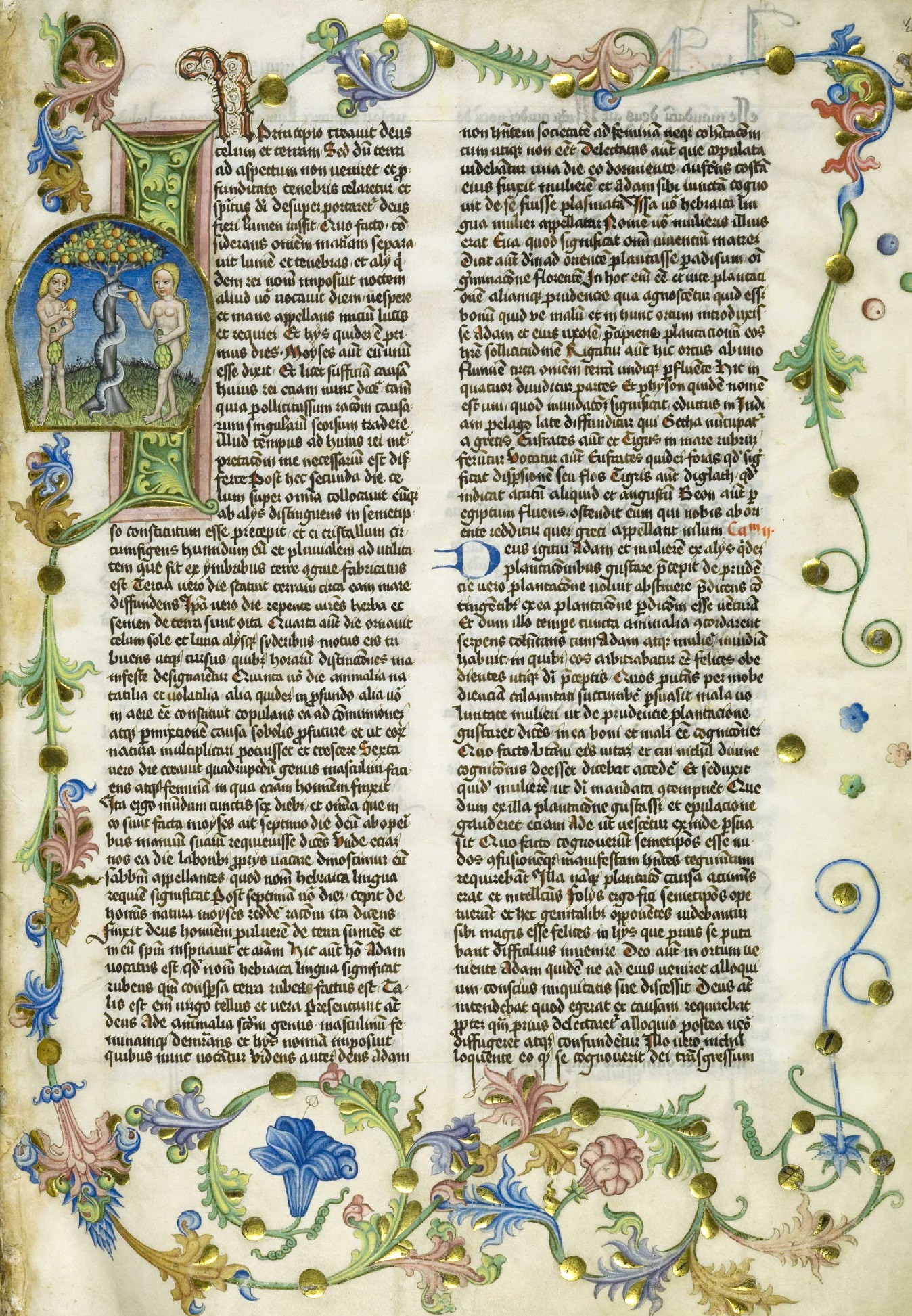
Illustrerad inledning av bok 1 i Judiska fornminnen i Josefus-handskriften BN sygn. BOZ cim. 1 från år 1466. Warszawa Nationalmuseum. I denna bok återfinns båda omnämnandena av Jesus.

Jesus finns omnämnd i två passager i den judiske historikern Flavius Josefus verk Judiska fornminnen från år 93 eller år 94. Bland forskare råder delade meningar om Jesusomnämnandenas äkthet: de kan helt eller delvis ha skrivits av Josefus eller vara senare gjorda tillägg till den ursprungliga Josefustexten. Den dominerande uppfattningen bland forskare är dock att Josefus åtminstone nämnt Jesus. Om så är fallet, är Josefus den förste icke-kristne författare som nämnt Jesus.
Testimonium Flavianum är benämningen på den längre passagen, vilken förekommer i bok 18 av Judiska fornminnen. Namnet är latin för Josefus “Flavius vittnesbörd” om Jesus Kristus. I texten sägs Jesus ha varit en vis man som gjorde förunderliga gärningar och som korsfästes av Pontius Pilatus, men också ha varit förmer än en människa, ha varit Messias och ha uppstått på den tredje dagen från de döda just som profeterna förutsagt (se citatet).
Efter att kristna i mer än ett årtusende betraktat Testimonium Flavianum som ett positivt judiskt vittnesbörd om Jesus, kom med tiden styckets äkthet att ifrågasättas. De första offentliga tvivlen (åtminstone bland icke-judar) restes på 1500-talet, och på 1600-talet tog den vetenskapliga undersökningen av texten sin början. Allt sedan dess har frågan om styckets äkthet varit föremål för intensiv debatt bland forskare, och denna debatt fortsätter än i dag. Även om några få forskare vidhåller att Josefus skrivit Testimonium Flavianum i sin helhet anser den överväldigande majoriteten att Josefus inte gärna kan ha skrivit alltsammans. Merparten av denna majoritet antar att Josefus ändå skrivit något ursprungligt om Jesus som senare har utökats med kristna tillägg, medan en minoritet anser att hela Testimonium Flavianum är en kristen skapelse som infogats i Judiska fornminnen efter Josefus tid.
Hänvisningen till Jesus i Testimonium Flavianum ses som betydelsefull. Om det är så att Josefus har skrivit åtminstone en del av stycket utgör detta det första utombibliska och icke-kristna bevittnandet av Jesus och det enda från nollhundratalet. Dessutom anses det som regel också vara den viktigaste icke-kristna källan, eftersom det utöver att vara äldst också är det enda som i någon omfattning ger oberoende information om Jesus – då för den sekulära forskningen en indikation på att Jesus i sin samtid uppfattades som en vis lärare som gjorde underverk, samtidigt som det bekräftar kristnas bild av Jesus som Messias som uppstod från de döda, och detta intygat av den mest betydande antike judiske historikern.
Brodern till Jesus som kallades Kristus. Jesus nämns också ytterligare en gång i samma verk men då mer i förbigående. I den tjugonde och sista boken av Judiska fornminnen sägs att en viss Jakob avrättades och att han var bror till Jesus som kallades Kristus (se citatet). Även äktheten av denna passage ifrågasätts, och då specifikt omnämnandet av Jesus Kristus, men de allra flesta forskare anser att texten är skriven av Josefus.
Nedan följer en sammanfattning av de argument som oftast åberopas till stöd för äkthet och för förfalskning av först Testimonium Flavianum och därefter stycket om brodern till Jesus som kallades Kristus, vars namn var Jakob.

## Testimonium Flavianum

### Texten i översättning
| ” | Ungefär vid denna tid uppträdde Jesus, en vis man, om det nu är tillbörligt att kalla honom en man. För han var en som gjorde förunderliga gärningar, en lärare för människor som gärna tar emot sanningen, och han drog till sig många både judar och av grekiskt ursprung. Han var Messias. Och när Pilatus, på grund av en anklagelse från våra ledande män, dömde honom till korset, upphörde inte de som först hade älskat honom [att göra det]. Ty han visade sig för dem på den tredje dagen levande igen, [just som] de gudomliga profeterna hade förutsagt dessa och tiotusen andra underbara ting om honom. Och ända till nu har de kristnas stam, uppkallad efter honom, inte dött ut. (Flavius Josefus, Judiska fornminnen 18:63–64, i översättning av prof. Bengt Holmberg, med det som ofta antas vara kristna interpolationer i fet stil). | „ |

### Handskriftsläget

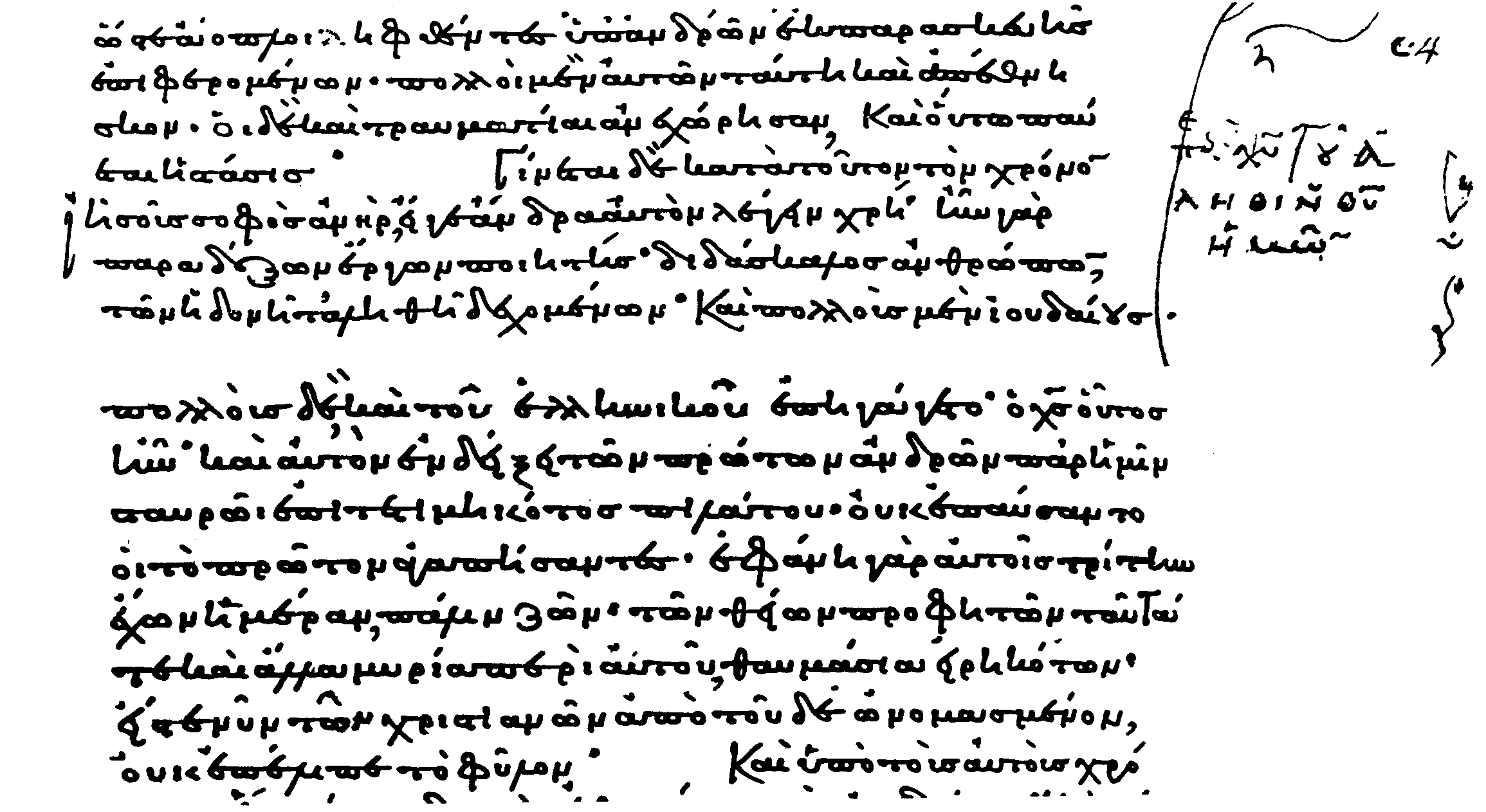
Avbildning av Testimonium Flavianum i Flavius Josefus Judiska fornminnen i den äldsta bevarade handskriften där Jesusomnämnandena finns med; Codex Ambrosianus (Mediolanensis) F. 128 från tiohundratalet. Testimonium Flavianum börjar på rad 4 med Γίνεται (uppstår) och slutar på sista raden med φῦλον (stam). I marginalen till höger finns skrivet bland annat Χ̅ς̅ (eller möjligen Χ̅υ̅), en förkortning och ett nomen sacrum (latin heligt namn) av Χ[ριστό]ς (Ch[risto]s), och sannolikt en markering för att läsaren lättare ska hitta stycket om Kristus i handskriften.

Ovanstående text går under namnet Testimonium Flavianum eller det Flaviska vittnesbördet och förekommer i Flavius Josefus andra stora historieverk, Judiska fornminnen, som utkom på grekiska år 93 eller 94. Den äldsta bevarade handskriften av detta verk på grekiska där också bok 18 med Testimonium Flavianum förekommer är inte äldre än från tiohundratalet. Testimonium Flavianum finns dock bevittnat genom att texten citeras och omtalas långt tidigare och den förste att så göra är kyrkofader Eusebios av Caesarea i början av 300-talet.

### Kristna passager tillagda en äkta Josefustext
Testimonium Flavianums äkthet är omdebatterad. Eftersom passagen har en kristen prägel och eftersom Josefus i övrigt inte ger sken av att vara kristen, anser nästan samtliga forskare som publicerat sig i ämnet att åtminstone delar av passagen är senare gjorda kristna tillägg. Exempelvis skulle Josefus inte gärna ha kunnat skriva att man kan ifrågasätta om Jesus var en man och därmed antyda att han i stället var Gud, att Jesus var Messias (ett påstående som en jude som Josefus näppeligen kunde göra eftersom det vore att bekänna sig till den kristna läran och ett påstående som dessutom skulle ha varit obegripligt för många icke-judar), eller att de gudomliga profeterna hade förutsagt hans ankomst och uppståndelse (något som också vore att identifiera Jesus som Messias).
En hypotes som i modern tid vunnit anhängare är att Josefus skrev en ursprunglig text om Jesus och att denna senare utökades med kristna tillägg. I citatet ovan är de oftast föreslagna tilläggen till denna tänkta ursprungliga Josefustext markerade i fetstil. Eftersom språket på det stora hela är likvärdigt rakt igenom brukar de delar som antas vara senare tillägg i huvudsak utmönstras utifrån iakttagelsen att de har ett alltför tydligt kristet innehåll. Exempelvis hävdar John P. Meier att det viktigaste skälet till att lyfta bort dessa delar är deras innehåll. Den återstående texten antas enligt detta scenario ha skrivits av Josefus.
Det finns emellertid inget större textstöd för hypotesen om kristna tillägg till en autentisk Josefustext, eftersom alla återgivningar av Testimonium Flavianum i alla grekiska handskrifter av Josefus och Eusebios och i de bysantinska källorna med endast smärre stilistiska avvikelser innehåller den normativa texten i sin helhet. Likaså återges stycket, med ett undantag, i sin helhet (frånsett smärre avvikelser) i alla tidiga översättningar till andra språk.

### Agapius från Hierapolis
Endast i den arabiska krönikan Kitâb al-‛unwân (Bok om titlar eller Bok om historien), skriven år 942 av den arabisk-kristne historikern Agapius från Hierapolis, finns en version av Testimonium Flavianum som markant avviker från den normativa. Där återfinns Testimonium Flavianum i en kortare version med miraklen nedtonade och utan de uppenbart mest kristna partierna. Redan Shlomo Pines visade att Agapius och den syrisk-ortodoxe patriarken Mikael den store (död 1199) båda delar vissa distinkta avvikelser från den normativa versionen av Testimonium Flavianum i sina respektive återgivanden av passagen. Emedan Pines ansåg att Agapius sannolikt hade bevarat en version som låg närmare det Josefus skrivit, har på senare år Alice Whealey visat att det är Mikaels text som är närmare den text som Agapius och Mikael båda bygger på. Hon menar med stöd av Lawrence Conrad att de båda rimligen bygger på samma syriska text som även den hade de avvikelser som de gemensamt uppvisar.
Eftersom Mikael den store i Syrisk krönika från slutet av 1100-talet, med några få avvikelser, återger den fulla versionen av Testimonium Flavianum, är det sannolikt Agapius själv som beskurit sin version. Deras gemensamma förlaga var en syrisk text som i sin tur var eller byggde på en översättning av Testimonium Flavianum gjord från Eusebios Kyrkohistoria och inte från Josefus Judiska fornminnen. Ken Olson påtalar att Agapius hade för vana att tona ned just mirakelberättelser om Jesus och att det därför är rimligt att anta att han gjorde det också här.

#### Han förmodades vara Messias

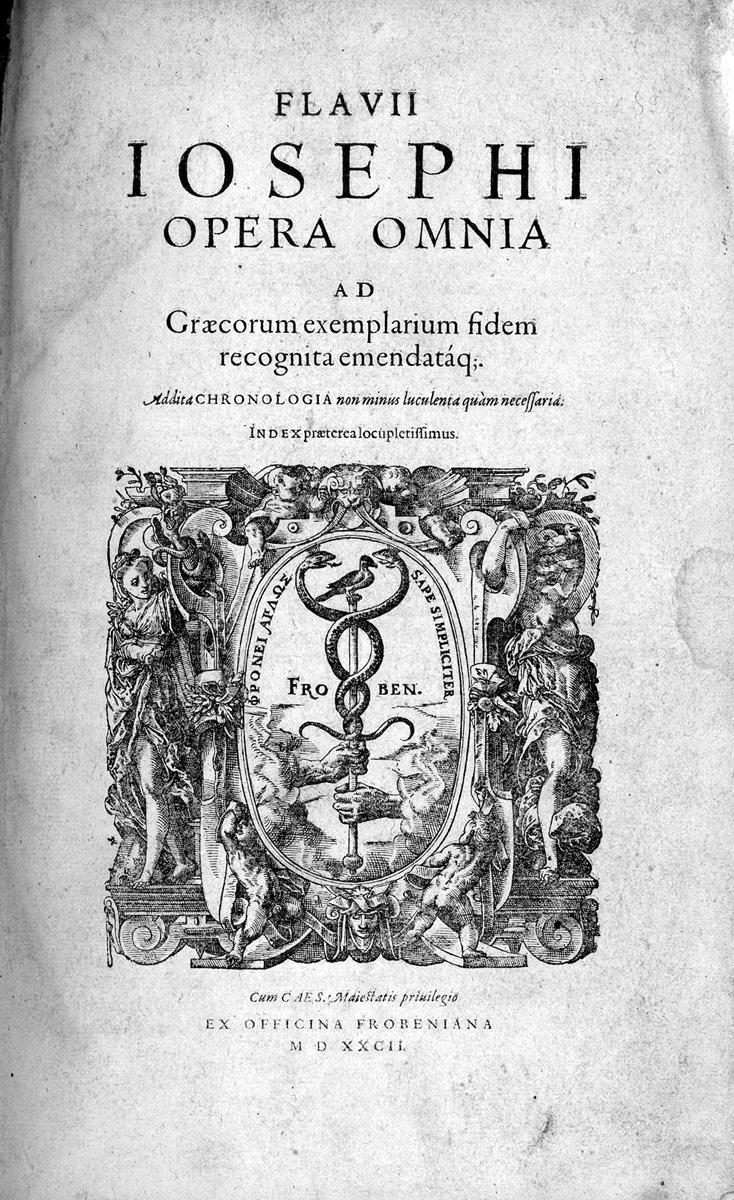
Johannes Frobenius latinska utgåva av Josefus samlade verk från 1582.

En av avvikelserna hos Mikael den store och Agapius från den normativa versionen, är att Mikael skriver ”han ansågs vara Messias” och Agapius ”kanske är han Messias”. Alice Whealey argumenterar för att den syriska förlagan därför hade ”han ansågs vara Messias”. Då denna förlaga antas vara gjord från Eusebios Kyrkohistoria och då dessutom den latinska översättning av Testimonium Flavianum som kyrkofadern och översättaren Hieronymus gjorde år 392 i Om berömda män, också den sannolikt från Eusebios Kyrkohistoria, har ”han förmodades vara Messias” (latin: credebatur esse Christus), föreslår Whealey att Testimonium Flavianum hos Eusebios och därmed också hos Josefus ursprungligen löd något i stil med ”han förmodades vara Messias”. Hon bygger sin ståndpunkt på att latinska och syriska författare normalt inte läste varandras verk och att därmed Hieronymus och den syriska författare som Agapius och Mikael båda byggde på, sannolikt hade tillgång till en grekisk text med den läsarten.
Vissa, som exempelvis Robert Eisler, föreslår dock att Hieronymus själv ändrade uttrycket ”var” till ”förmodades vara” för att ge stycket en prägel av sanning emedan Hieronymus skulle ha antagit att Josefus inte kunde ha skrivit att Jesus var Messias. Marian Hillar föreslår att Hieronymus ändrade uttrycket som en förklaring till vilka det var som ansåg att Jesus var Messias. Hieronymus översättning av Testimonium Flavianum till latin är inte en ordagrann översättning och han dristar sig till att ändra vissa detaljer, exempelvis bygger han till synes på uppgiften i Matteusevangeliet 27:18, och skriver att det var på grund av de judiska ledarnas ”avund” (latin: cumque invidia = genom avund) som Jesus avrättades. John P. Meier anser att "han var Messias" stör berättelsens tankeflöde och att varje försök att spara uttrycket genom att ändra på det är oförnuftigt. Han menar att de varianter som förekommer hos exempelvis Hieronymus är senare utveckling av traditionen.
Richard Carrier pekar på risken med att dra för långtgående slutsatser av vissa avvikelser, då sådana är vanliga såväl vid avskrifter som vid översättningar och att folk kan ha haft sina egna agendor för att ändra i texterna. Dessutom skulle det innebära att alla grekiska handskrifter av Josefus Judiska fornminnen och av tre verk av Eusebios och dessutom att alla översättningar av dessa verk till andra språk, har ändrats till exakt samma ordalydelse: ”han var Messias”. Uttrycket finns bevittnat mycket tidigt i latinska, syriska och armeniska översättningar, i vissa fall redan på 300-talet. Dessutom finns inget textstöd för en mer neutral version i någon bevarad handskrift av Eusebios Kyrkohistoria. Carrier menar att det är betydligt osannolikare att alla handskrifter har ändrats på samma sätt till ”han var Messias” än att exempelvis en handskrift har ändrats till ”han ansågs vara Messias” och att denna ändrade handskrift har legat till grund för två översättningar.
Nedan ges en sammanfattning av de oftast anförda argumenten till stöd för att Josefus skrivit åtminstone något av Testimonium Flavianum, och därefter de oftast anförda argumenten till stöd för att Josefus inte skrivit något alls av Testimonium Flavianum.

### Argument till stöd för äkthet – att Josefus skrivit åtminstone delar avTestimonium Flavianum

#### Testimonium Flavianumförekommer i alla handskrifter
Genom att Testimonium Flavianum inte saknas i någon handskrift av Josefus Judiska fornminnen, vare sig på grekiska eller i översättning till annat språk, finns inget textstöd för att passagen har lagts till i efterhand. Således finns inga bevis för att Testimonium Flavianum någonsin saknats i Judiska fornminnen.

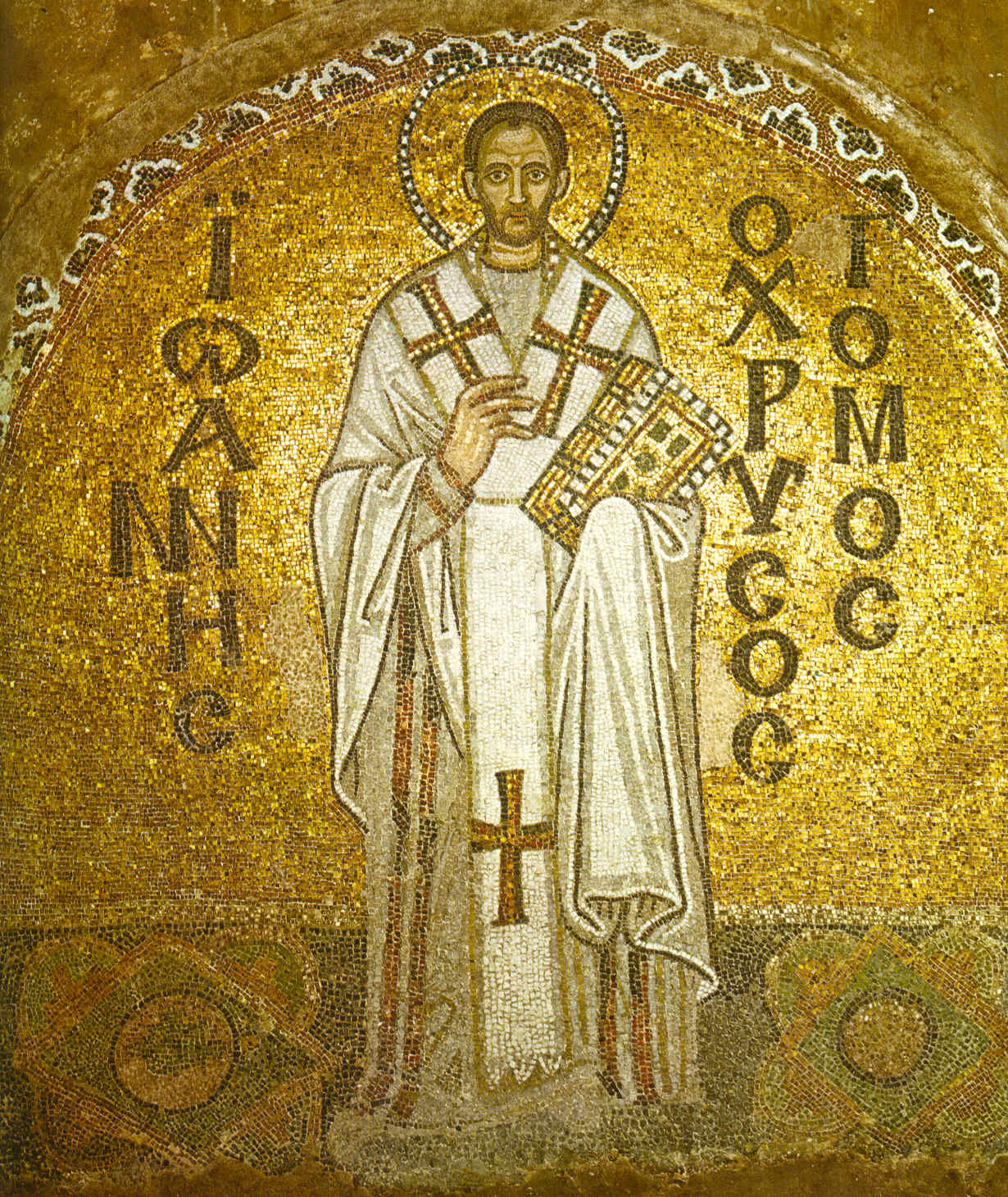
Johannes Chrysostomos avbildad på en cirka 1000 år gammal mosaik i Hagia Sofia i dåvarande Konstantinopel, nuvarande Istanbul.

Mot detta görs invändningen att den äldsta grekiska handskriften av Judiska fornminnen som innehåller böckerna 18–20 där Testimonium Flavianum (och stycket om Jakob) förekommer inte är äldre än från tiohundratalet. Eftersom passagen var känd av Eusebios i början av 300-talet (oavsett om han verkligen citerade eller rentav skapade den) säger det faktum att den förekommer i handskrifter av Josefus som är 700 år yngre inte så mycket. Vidare tillhör de endast tre bevarade handskrifterna samma handskriftslinje, liknar varandra och härrör alla från samma källa, det vill säga bevittnar läsarten i endast en äldre handskrift. Om Testimonium Flavianum införts i förlagan till dessa äldsta handskrifter kommer också alla avskrifter att innehålla passagen.
Dessutom är det såvitt känt bara kristna som sett till att bevara Josefus handskrifter genom nya avskrifter. Vidare finns tecken på att de flesta av de äldsta återgivningarna av passagen, vilka förekommer hos kyrkofäder och andra efter Eusebios tid, är hämtade från just Eusebios och inte från Josefus. Slutligen finns indikationer på att det i Konstantinopel funnits en handskrift av Judiska fornminnen som saknade Testimonium Flavianum – en handskrift som både Johannes Chrysostomos (cirka år 400) och patriark Fotios I av Konstantinopel (på 800-talet) använde (se ”En handskrift där Testimonium Flavianum saknades”).

#### Språk och stil

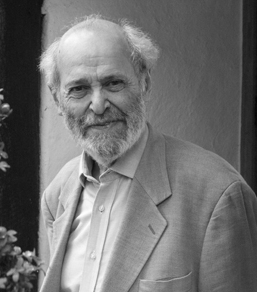
Géza Vermès, som skriver att det inte verkar gå att anföra några stilistiska eller historiska argument mot att Josefus har skrivit åtminstone “vis man” och ”förunderliga gärningar”.

Testimonium Flavianum är på det stora hela skrivet med ett språk som liknar Josefus’. Uttryck som "vid denna tid" (κατὰ τοῦτον τὸν χρόνον, kata touton ton chronon), "vis man" (σοφὸς ἀνήρ, sofos anēr), "förunderliga gärningar" (παραδόξων ἔργων, paradoxōn ergōn) och "ledande män" (πρώτων ἀνδρῶν, prōtōn andrōn) anses alla vara typiska för Josefus. Detta tyder i så fall på att Josefus själv skrivit passagen. Framför allt “vis man” (sofos anēr), som Josefus använder för att beskriva Salomo och Daniel, och ”förunderliga gärningar” (paradoxōn ergōn), som Josefus använder om profeten Elisha och kung Ptolemaios, har framhållits som typiska uttryck för Josefus. Géza Vermès hävdar att det till synes inte finns några stilistiska eller historiska argument som går att anföra mot äktheten i dessa två uttryck. Detta har lett till antagandet att Josefus oberoende av evangelierna bevittnar att Jesus var en undergörande vis man och lärare som avrättades av Pilatus.
Men även om uttrycket ”förunderliga gärningar” (παραδόξων ἔργων, paradoxōn ergōn) är typiskt för Josefus, använder han aldrig annars det fulla uttrycket ”gjorde förunderliga gärningar” (παραδόξων ἔργων ποιητής, paradoxōn ergōn poiētēs). Och även de delar i Testimonium Flavianum som till innehållet förefaller vara kristna skulle språkligt kunna vara skrivna av Josefus. Testimonium Flavianum låter sig inte så lätt delas upp i kristna och icke-kristna passager, vare sig på språklig eller på innehållsmässig grund. Det går därför också att vända på argumentet och hävda att eftersom språket är enhetligt trots att vissa delar är uppenbart kristna, måste en eventuell förfalskare ha kunnat efterlikna Josefus. Denne förfalskare, speciellt om han var bekant med Josefus författarskap, skulle då ha kunnat efterlikna honom också i resten av Testimonium Flavianum, något redan Charles Guignebert betraktade som en inte speciellt svår uppgift. Till detta kan läggas att stycket är så relativt kort (och därmed också betydligt enklare att förfalska än annars vore fallet) att det är svårt att dra några säkra slutsatser om språket och stilen.

#### Uttryck som en kristen förfalskare borde ha undvikit

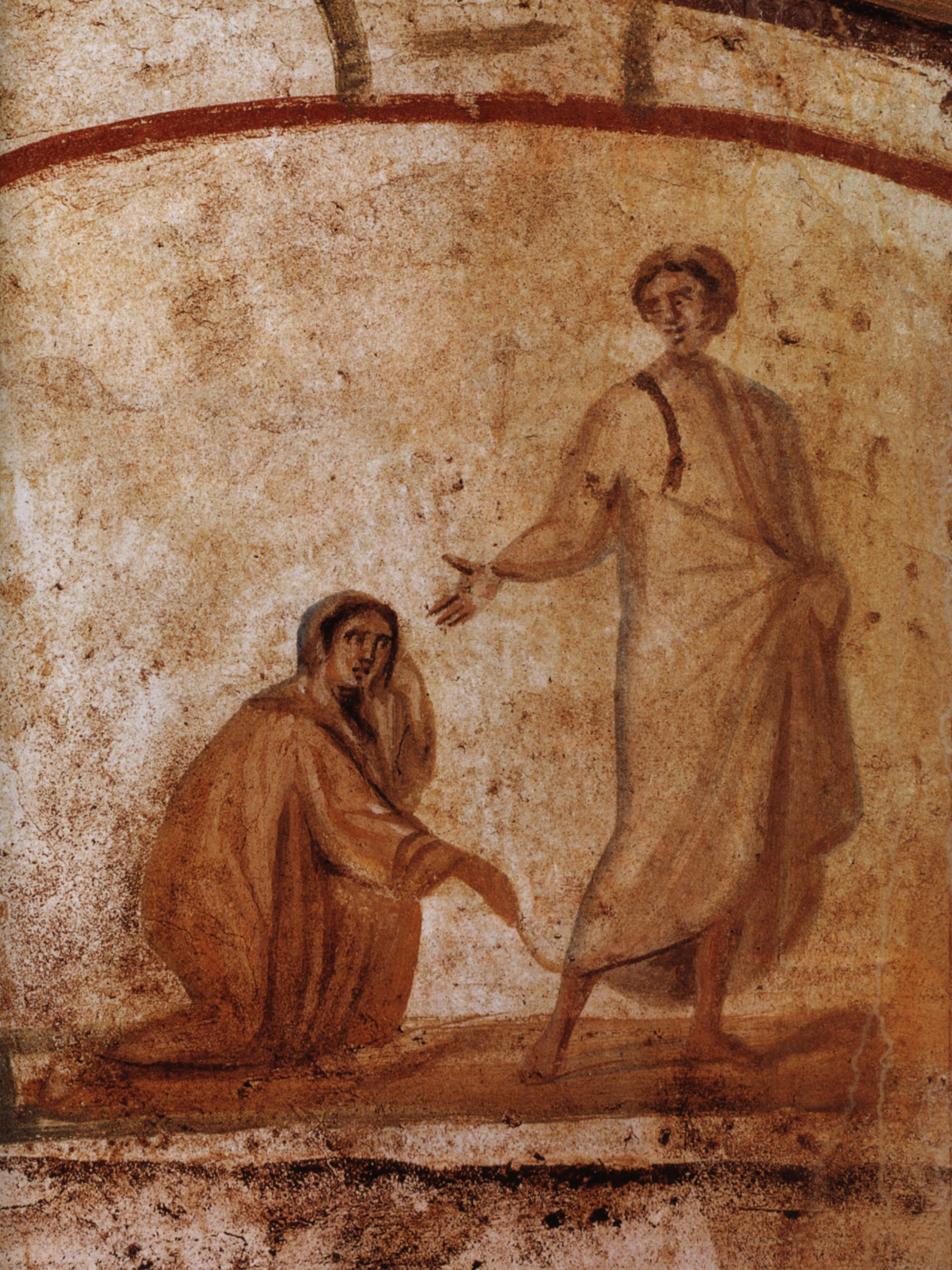
En av Jesus ”förunderliga gärningar”, den när han botar kvinnan med blödningar (Mark 5:21–34 m. par.). Målning från katakomberna i Rom gjord på 300-talet.

I huvudsak sex uttryck i Testimonium Flavianum anses innehålla ord, beskrivningar och formuleringar som rimligen inte borde förekomma i en text skriven av en kristen person. Det gäller påståendet att Jesus var en ”vis man” (sofos anēr) som kan synas vara en alltför modest benämning på honom om det skrivits av en kristen. Att Jesus bara ”gjorde förunderliga [eller: underbara] gärningar” (paradoxōn ergōn poiētēs) verkar också vara ett relativt anspråkslöst påstående gjort av en kristen. Användandet av ordet hēdonē (glädje, njutning, lust) i beskrivningen av Jesus som en lärare för människor som ”gärna” tog emot sanningen (eller tog emot det sanna med ”lust”) vore inte typiskt för en kristen, då kristna som regel undvek hēdonē eftersom det också betyder hedonism, njutningslystnad. En kristen person borde heller inte ha skrivit att Jesus drog till sig många greker (det vill säga icke-judar) eftersom det framgår av evangelierna att han inte gjorde det. Ett uttryck som “upphörde inte de som först hade älskat honom [att göra det]” är typiskt för Josefus och dessutom antyder det att kristendomens spridning skedde till följd av att anhängarna älskade Jesus och inte till följd av att han uppstod, vilket en kristen borde ha sagt. En kristen författare skulle inte gärna ha kallat de kristna för en (folk)stam (fylon).
Ken Olson, som argumenterar för att Eusebios skapat hela Testimonium Flavianum, invänder mot argumentet att en kristen inte skulle ha uttryckt sig på detta sätt genom att visa att Eusebios använder alla dessa uttryck (något Josefus i flera av fallen inte gör). Eusebios skriver att Jesus (vår Frälsare och Herre) var en vis man (sofos anēr). Uttrycket ”gjorde förunderliga gärningar” (paradoxōn ergōn poiētēs) förekommer aldrig annars hos Josefus medan Eusebios använder det vid flera tillfällen. Eusebios använder ordet hēdonē till synes utan betänkligheter. Han skriver också att Jesus vände sig till greker. Vidare anser Olson att det endast är genom att texten (som i den äldsta tiden skrevs utan både punkter och kommatecken) delas av på fel sätt som den kan tolkas så att spridning av kristendomen skett till följd av att anhängarna älskade Jesus. I stället säger texten enligt Olson att spridningen skett till följd av uppståndelsen (”upphörde inte de som först hade älskat honom [att göra det], ty han visade sig för dem på den tredje dagen levande igen”). Och i motsats till Josefus, som aldrig använder fylon (stam) i betydelsen av religiös gemenskap, talar Eusebios två gånger om ”den kristna stammen” (fylon) och använder etniska termer som genos, laos och ethnos om kristna som om de vore ett folk.
Vidare använder Josefus uttrycket ”vis man” till synes om dem han högaktar, som Salomo och Daniel, och den som anser att Josefus skrivit detta måste därför förutsätta att han såg på Jesus på ungefär samma sätt som han såg på dessa båda andra och högaktade Jesus, vilket exempelvis Earl Doherty anser att Josefus som jude och farisé inte borde ha gjort.

#### En tidigare identifikation
Ett omnämnande av ”brodern till Jesus som kallades Kristus, vars namn var Jakob” i bok 20 av Judiska fornminnen förutsätter att Josefus redan tidigare identifierat vem den Jesus som kallades Kristus var, således en identifiering som ska ha gjorts i Testimonium Flavianum i bok 18. Detta ses ofta som det starkaste argumentet till stöd för att Josefus har skrivit något av Testimonium Flavianum. De allra flesta forskare anser att denna text skrivits av Josefus och detta huvudsakligen utifrån antagandena att Josefus redan nämnt Jesus i Testimonium Flavianum, att texten är karakteristisk för Josefus och saknar direkt kristet innehåll och att kyrkofader Origenes bevittnar passagen på 240-talet.
Mot detta görs invändningen att om hela Testimonium Flavianum i bok 18 är ett senare tillägg, tyder denna omständighet i stället på att också Jakobspassagen i bok 20 är ett senare tillägg till Josefus text. I så fall rörde det sig sannolikt om en oavsiktlig interpolation genom att en randanmärkning i marginalen på handskriften med ordalydelsen ”brodern till Jesus som kallades Kristus” eller bara ”som kallades Kristus” uppfattades som om den tillhörde den löpande texten och därför infogades i denna vid nästa avskrift (se ”En marginalanteckning som av misstag kom att infogas”).
Dessutom är en förutsättning för att Jesus ska identifieras som Kristus att också uttrycket ”Han var Kristus” förekom i Testimonium Flavianum och detta är ett av de stycken som brukar utmönstras som ett kristet tillägg. Inte ens den hypotetiska varianten ”han förmodades vara Messias” kan sägas vara en tillräcklig identifikationsmarkör i Testimonium Flavianum för att försvara användandet av den senare identifikationen av Jesus som den ”som kallades Kristus”, eftersom det inte sägs att han "kallades" Kristus i uttrycket ”han förmodades vara Kristus”. Josefus borde därför, i analogi med hur han nästan alltid gjorde annars, ha skrivit att han avsåg den Kristus som han berättat om tidigare i bok 18.

#### Origenes möjliga kännedom omTestimonium Flavianumpå 240-talet
Kyrkofader Origenes skriver på 240-talet att Josefus ”inte erkände Jesus som Messias [Kristus]”. Fastän Origenes inte nämner Testimonium Flavianum tolkar vissa detta yttrande som att han avser just den passagen, fast då en annan version, där ”han var Messias [Kristus]” helt saknades, alternativt att det i stället stod ”han förmodades vara Messias” eller kanske till och med ”han var inte Messias”.

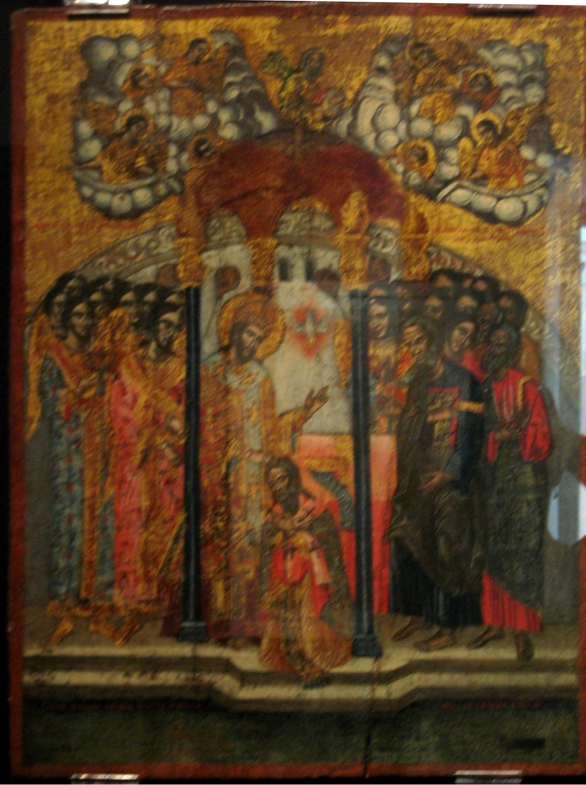
Målning föreställande Jakob när han vigs till biskop av Jerusalem.

Som argument mot detta framhålls att Origenes likväl borde ha omnämnt Testimonium Flavianum eftersom han knappast kunde ha avstått om han känt till passagen. Detta gäller inte minst i det verk där han bemötte kristendomskritikern Kelsos och försöker visa att Jesus var Messias genom att bland annat bemöta Kelsos påstående att Jesus mirakler visade att han var en magiker. Origenes hade kunnat bemöta Kelsos påstående genom att hänvisa till att Josefus sagt att Jesus var en vis man och därmed ingen charlatan. Origenes citerar dessutom fem gånger ur bok 18, den bok där Testimonium Flavianum numera förekommer. Han hänvisar då också till Josefus omnämnande av Johannes Döparen i samma bok. Origenes tystnad tolkas således också så att Testimonium Flavianum ännu på Origenes tid saknades i Judiska fornminnen.
Vidare påstod sig Origenes känna till ett stycke hos Josefus där denne skulle ha skrivit att Jerusalems fall och templets förstörelse var det straff judarna ådrog sig för att ha dödat ”Jakob, brodern till Jesus som kallades Kristus” (se ”Origenes vittnesmål om Jakob”). Uttrycket “brodern till Jesus som kallades Kristus” är ordagrant detsamma som det som står i Judiska fornminnen 20:200, där översteprästen Ananos sägs ha avrättat en viss Jakob. Josefus nämner emellertid inget där om att Jakobs död skulle ha varit orsaken till att Jerusalem ödelades såsom Origenes hävdade att han gjort, och Olson menar att det är svårt att se hur Origenes kunnat dra en sådan slutsats utifrån det som står i Judiska fornminnen 20:200.
Så, oavsett om detta därför är ett bevittnande av passagen i bok 20 av Judiska fornminnen, ett bevittnande av en kristen interpolation som förekom i Origenes text men som inte överlevde, eller om Origenes blandat samman Josefus med den grekiskkristne författaren och krönikören Hegesippos (cirka 110–cirka 180 vt) och egentligen bevittnar vad Hegesippos hade skrivit (se ”Origenes möjliga förväxling av Hegesippos med Josefus”), påstod Origenes att Josefus skrivit att Jesus ”kallades Messias [Kristus]”. Eftersom detta yttrande kan anses likvärdigt med en hypotetisk variant i Testimonium Flavianum där Jesus bara ”förmodades vara Messias [Kristus]”, försvagas argumentet om ett Testimonium Flavianum med en annan formulering där Josefus inte själv nödvändigtvis måste hålla med om att Jesus var Messias. Uttrycket ”han kallades Messias” (som Origenes faktiskt säger att Josefus har skrivit) kan förklara Origenes påstående att Josefus ”inte erkände Jesus som Messias” lika bra som det hypotetiska ”han förmodades vara Messias” (som Origenes inte bevittnar).

#### Ett ursprungligtTestimonium Flavianumhos Agapius
Det arabiska historieverket Kitâb al-‛unwân, skrivet av biskop Agapius av Hierapolis år 941 eller 942, innehåller en kortare och mindre kristen variant av Testimonium Flavianum. Shlomo Pines, och fler efter honom, anser att den versionen bättre speglar det Josefus ursprungligen kan ha skrivit. I Agapius version ifrågasätts inte om Jesus är en man, hans gärningar sägs inte vara mirakulösa, judarna har ingen roll i hans död, lärjungarna sägs själva uppge att de har sett honom uppstånden i stället för det mer allmänna påståendet att han visade sig levande igen för dem som först hade älskat honom, och han sägs bara kanske vara Messias.
Men bara en av de tre tänkta kristna interpolationerna saknas, om än de övriga är förändrade. Och även sådant som antas vara skrivet av Josefus saknas, som ”ända till nu har de kristnas stam, uppkallad efter honom, inte dött ut”, liksom formuleringar som anses typiska för Josefus. Således är det både uttryckligen kristna och mindre kristna formuleringar som är annorlunda eller saknas. Som beskrivits ovan (se ”Agapius från Hierapolis”) har Alice Whealey argumenterat för att Agapius version blott är en nedtonad variant som bygger på Eusebios ”fulla” återgivning av passagen.

#### Pseudo-Hegesippos: ett latinskt för-eusebiskt bevittnande utan "han var Kristus"

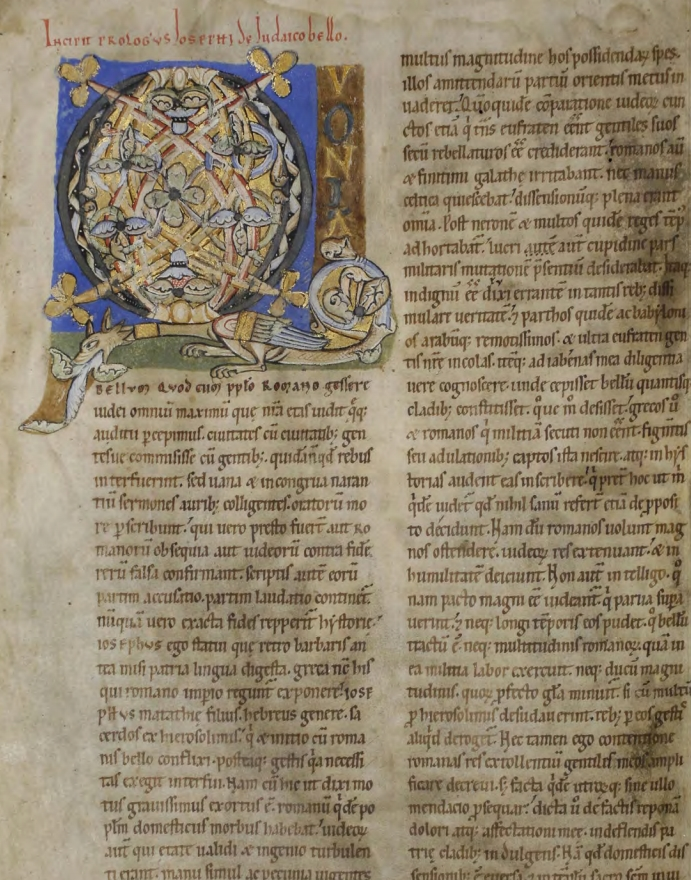
Den första sidan av prologen i Josefus första historieverk, Om det judiska kriget, i en latinsk utgåva (De Bello Judaico, PA4222.D3) från cirka år 1200. I denna bok finns Jesus inte omnämnd men i senare versioner, och framför allt i de fria översättningar som gjordes till andra språk, kom passager om Jesus att fogas in även här.

Ett anonymt latinskt historieverk som benämns Pseudo-Hegesippos och som framför allt är baserat på Josefus Om det judiska kriget, innehåller en fri parafras av Testimonium Flavianum. Verket dateras som regel till någon gång perioden 370–375, med år 378 som en bortre gräns. Alice Whealey hävdar att allt väsentligt i Testimonium Flavianum finns parafraserat i texten förutom Pilatus dömande av Jesus och att Jesus var Messias. Eftersom författaren, frånsett Josefus verk, förefaller bygga på enbart latinska och inte grekiska källor och Eusebios vid denna tid sannolikt inte fanns översatt till latin, argumenterar hon för att detta skulle visa att Pseudo-Hegesippos hade tillgång till Josefus Judiska fornminnen vari det förekom en version av Testimonium Flavianum med endast den avvikelsen från den normativa att där stod ”han ansågs vara Kristus”. James Carleton Paget anser det dock osannolikt att Pseudo-Hegesippos skulle ha kunnat undgå att hänvisa till Jesus som Messias om ordet Messias funnits med.
Vidare, eftersom Pseudo-Hegesippos följer samma ordning som den i Judiska fornminnen men motsatt den hos Eusebios genom att först berätta om Jesus och därefter Johannes Döparen, antas han inte ha använt Eusebios som källa för Testimonium Flavianum, inte minst för att han hämtar annat från Judiska fornminnen. Dock är Pseudo-Hegesippos tolkning mycket fri och det faktum att han bygger på Josefus utesluter inte att han också bygger på Eusebios.
Mot detta görs invändningen att såvitt känt fanns inte heller Judiska fornminnen översatt till latin vid denna tid och därmed fanns heller ingen latinsk version av Testimonium Flavianum tillgänglig för Pseudo-Hegesippos. Vidare finns tecken på att Pseudo-Hegesippos verkligen kunde grekiska, om än inte nödvändigtvis flytande.
Ken Olson har föreslagit en annan tolkning av texten än den Alice Whealey gör. Han argumenterar för att ”även de främsta männen i synagogan som överlämnade honom till döden erkände hans gudomlighet” hos Pseudo-Hegesippos är en parafras och ett missförstånd av det stycke i Testimonium Flavianum som i direktöversättning lyder ”Messias denne var och honom på anklagelse [eller: angivelse] av de främsta männen hos oss till påle Pilatus havande dömt”. Eftersom ”han var Messias” saknas i Pseudo-Hegesippos mycket fria tolkning och det enda av relevans som tillkommit hos honom och som inte förekommer i Testimonium Flavianum är att de ledande judarna erkände Jesu gudomlighet (ett i sig häpnadsväckande påstående om det vore skrivet av Josefus) föreslår Olson att Pseudo-Hegesippos hämtat uttrycket från Testimonium Flavianum. Olson föreslår att Pseudo-Hegesippos, framför allt om denne inte var så kunnig i grekiska, tolkat texten så att de ledande judarnas anklagelse mot Jesus var att han var Messias. Därmed skulle de ha erkänt honom som Messias och därigenom också bejakat hans gudomlighet. I så fall återgav Pseudo-Hegesippos i sin fria tolkning bara den normativa versionen av Testimonium Flavianum. Han kan också ha byggt på Eusebios återgivning av passagen ett drygt halvt århundrade tidigare, och om inte, skrev Pseudo-Hegesippos ändå så pass sent att passagen skulle ha hunnit infogas i den kopia av Judiska fornminnen som han sannolikt hade tillgång till.

#### Om de kristna delarna avlägsnas återstår en text som Josefus kan ha skrivit
Om de tre oftast åberopade tilläggen avlägsnas ur Testimonium Flavianum kommer återstoden att både likna Josefus stil och bilda en sammanhängande text som är logisk. Dessutom är denna kvarvarande text inte så översvallande positiv som den rimligen skulle ha varit om en kristen person hade skrivit också den. Detta talar för att Josefus skrivit något om Jesus och att denna ursprungliga text senare utökats med annat material av mer kristen karaktär.
Mot detta görs invändningen att även det som då blir kvar innehåller positiva omdömen om Jesus av den sort som rimligen endast en som sympatiserade med kristendomen skulle framföra; som exempelvis att Jesus var en vis man, att han gjorde förunderliga gärningar, att den kristna läran var sanningen och att de ledande männen bland judarna dömde Jesus till döden. Det som plockas bort avviker heller inte nämnvärt språkligt från återstoden. Och de delar som de som argumenterar för en äkta Josefustext utökad med kristna tillägg vill plocka bort, är logiskt sammanlänkade med de delar som blir kvar (se ”Testimonium Flavianum är en enhet och allt eller inget måste behållas”).

#### Slaviska Josefus ellerTestimonium Slavianum

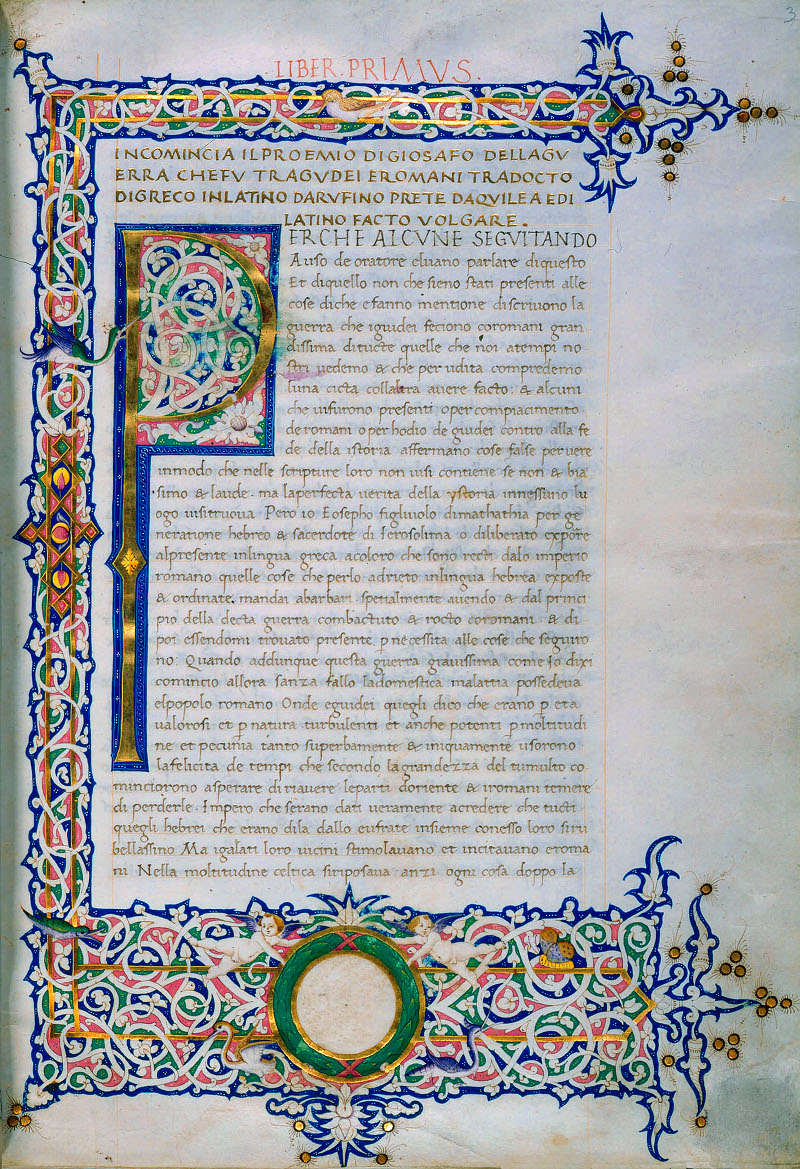
Ur första boken av Josefus Om det judiska kriget i en italiensk översättning; MS Gar. 15, från senare delen av 1400-talet.

I ett 30-tal handskrifter på gammalryska av Josefus äldre historieverk Om det judiska kriget (inte Judiska fornminnen där Testimonium Flavianum återfinns) finns en variant av Testimonium Flavianum. Denna fria slaviska tolkning av Om det judiska kriget finns bevarad i ryska och rumänska handskrifter från 1400-talet och senare, och innehåller åtta kristna textpartier vilka saknas i alla kända grekiska Josefus-handskrifter. Tre av dessa partier handlar om Johannes Döparen och fyra om Jesus. Det textstycke som mest liknar Testimonium Flavianum (åtminstone i inledningen) innehåller mycket mer text än vad den normativa versionen gör med korta förvrängda berättelser ur evangelierna; berättelser som påminner om många av dem som förekommer i senare apokryfiska kristna texter. Robert Eisler har argumenterat för att dessa texter bevarat material från Josefus numera försvunna arameiska version av Om det judiska kriget som utkom före den grekiska versionen.
Men även om de ryska texterna sannolikt är översättningar gjorda på 1000- eller 1100-talet från grekiska förlagor, är det i dag ytterst få som delar Eislers syn. Nästan samtliga kritiker anser att det rör sig om medeltida fabrikationer gjorda av någon kristen eller jude och att texterna inte har sin grund i något Josefus skrivit.

### Argument till stöd för förfalskning i sin helhet – att Josefus inte skrivit något alls avTestimonium Flavianum

#### Språket
Testimonium Flavianum innehåller flera uttryck som anses främmande för Josefus. Exempelvis använder Josefus aldrig grekiskans poiētēs i betydelsen av någon som ”utför”, en ”skapare”, utan enbart i betydelsen ”poet”, vilket innebär att uttrycket paradoxōn ergōn poiētēs, alltså ”utförde underbara verk”, inte är typiskt för honom. Vidare finns uttrycket ”de kristnas [folk]stam” avseende samfundet av kristna. Ingen enda gång använder Josefus uttrycket ”stam” (grekiska: φῦλον, fylon) för att beteckna en religiös gemenskap, vilket kristna utgjorde. Slutligen förekommer uttrycket εἰς ἔτι τε νῦν (eis eti te nun, ”intill nuvarande tidpunkt”), ingen annanstans hos Josefus förutom i Testimonium Flavianum, medan Eusebios använde det vid sex tillfällen.
Emot detta invänder Whealey att texten kan ha blivit korrupt i samband med att nya handskrifter ersatte de gamla. Exempelvis lyder texten i de två äldsta handskrifterna av Judiska fornminnen ”eis te nun” i stället för eis eti te nun, och den läsarten förekommer också på andra ställen. Eftersom Josefus använder uttrycket eis te nun talar detta enligt Whealey för att han skrivit nämnda parti i Testimonium Flavianum. Vidare kan vissa ord och uttryck förvisso förekomma i en annan form eller så endast en gång i en författares hela verk utan att det därmed är misstänkt. Meier menar att det kan vara en ren tillfällighet att Josefus inte använt poiētēs i betydelsen av att göra något eftersom han använder närbesläktade former av ordet i den betydelsen.
Men lingvisten Paul J. Hopper menar att Testimonium Flavianum uppvisar en klart avvikande grammatik. Hopper har jämfört språket i Testimonium Flavianum med det i de övriga tre passagerna i bok 18 av Judiska fornminnen som handlar om Pontius Pilatus. Han kommer fram till att de grekiska verbformerna i Testimonium Flavianum markant avviker från den berättande stil som föreligger i de övriga berättelserna och att avvikelserna är så pass stora att det rör sig om en annan genre. Enligt Hopper är dessutom meningarna i Testimonium Flavianum välformulerade och syntaxen uppvisar heller inga avbrott som borde vara fallet om större strykningar och tillägg gjorts, och han menar att det på språklig grund därför inte finns skäl anta att en ursprunglig kortare Josefustext utökats med kristna tillägg. I stället anser Hopper att hela Testimonium Flavianum är en kristen skapelse. I stil och längd liknar det enligt honom de kristna trosbekännelser som började utarbetas under tidigt 300-tal, exempelvis då den apostoliska trosbekännelsen och den nicaenska trosbekännelsen som dessutom kyrkofader Eusebios var med och utformade.

#### Identifieringen av Jesus som Messias
Jesus identifieras som Messias vid ett tillfälle direkt och vid ytterligare två tillfällen indirekt, genom att texten antyder att han egentligen var Gud och att profeterna förutsagt hans ankomst. Åtminstone det senare identifierar Jesus som Messias. Det faktum att ordet Messias alls förekommer, oavsett om Josefus skulle ha utnämnt Jesus till Messias eller bara redogjort för att andra ansåg honom vara Messias, talar emot att Josefus skrivit Testimonium Flavianum. Josefus beskriver enligt Jona Lendering åtminstone femton möjliga Messiasgestalter (Testimonium Flavianum borträknat) där fem relativt säkert såg sig själva som Messias eller av folket betraktades som Messias. Men Josefus uttrycker bara förakt för dessa fem Messiasgestalter och undviker att använda ordet Messias om någon av dem. Ordet Messias (grekiska: Χριστὸς, Christos) förekommer hos Josefus vid endast de två tillfällen då Jesus omnämns, vilket talar för att båda dessa passager är senare tillägg.

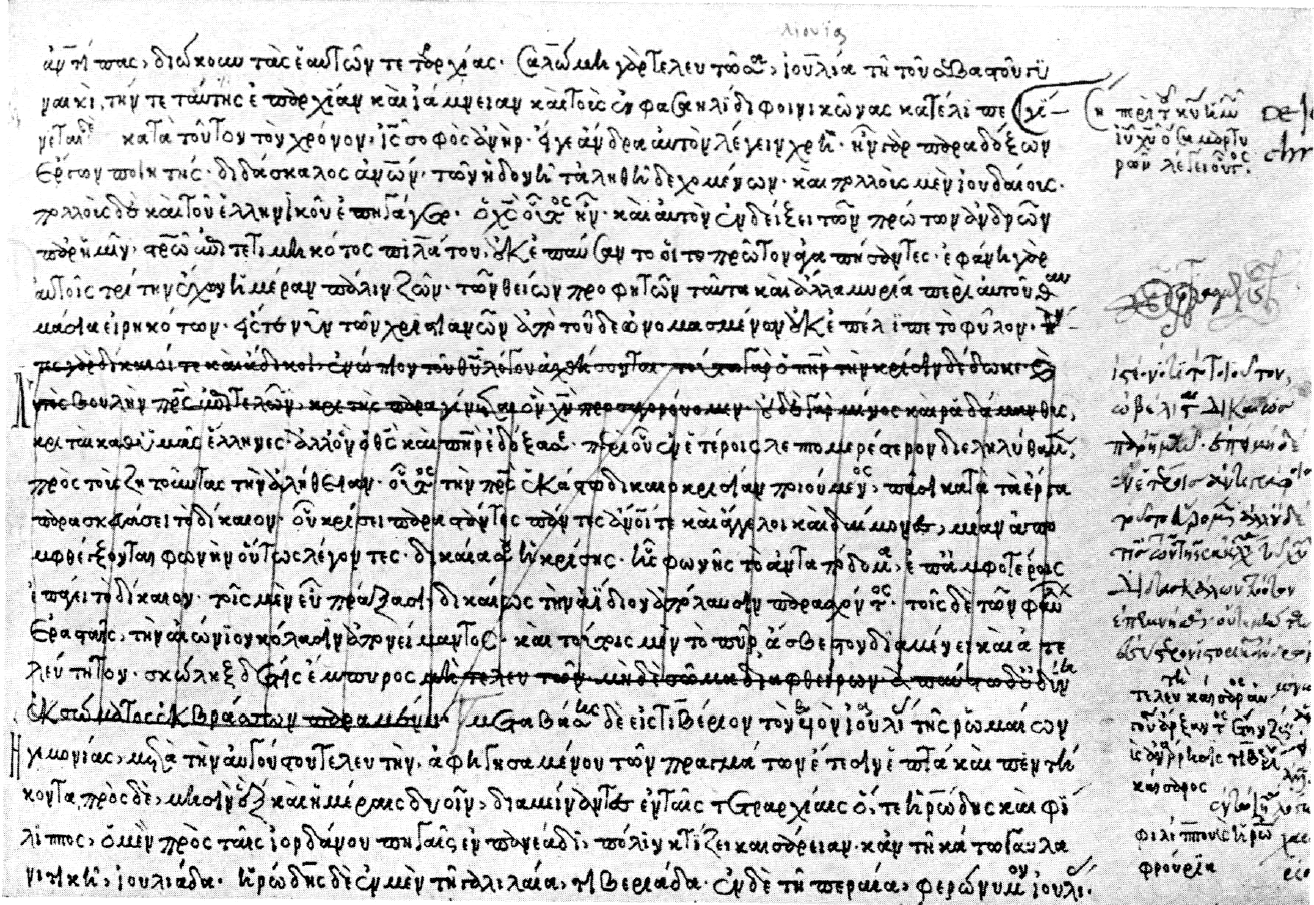
Codex Vossianus, Graec. F 72 från tidigt 1400-tal. I denna handskrift innehållande Flavius Josefus Om det judiska kriget har Testimonium Flavianum lagts till trots att Jesus inte omnämns i den boken. I vissa handskrifter lades stycket till i början eller i slutet av boken, men här infogades det inne i texten mellan 2:167 och 2:168. Testimonium Flavianum börjar längst till höger på rad 2. Efter interpolationen av Testimonium Flavianum har också annan text med kristet innehåll infogats. Denna text har emellertid senare strukits över av en bysantinsk skriftlärd med motiveringen att stycket saknades i de kända handskrifterna. Skribenten uppger dock att stycket förekommer i bok 18 av Judiska fornminnen trots att det inte står att finna i den boken i dag och sannolikt kommer från kyrkofader Hippolytos av Rom.

Det finns anledning misstänka att Josefus medvetet undvek ordet Messias då detta var så starkt förknippat med den judiska önskan om militär befrielse från den romerska ockupationen och därmed avskytt också av den romerska maktsfären. Däremot utser Josefus kejsar Vespasianus till Messias. Han hävdar att judarna misstolkat den messianska profetian i Fjärde Moseboken 24:17, och att den som där sägs ska ”bli härskare över den bebodda världen” är Vespasianus. Trots detta indirekta utpekande av kejsar Vespasianus till Messias använder Josefus likväl inte ordet Messias om Vespasianus. Josefus verkar alltså ha skytt ordet Messias och kan av den anledningen inte gärna ha använt det i beskrivningen av Jesus och därmed inte heller ha skrivit Testimonium Flavianum i den form stycket föreligger, speciellt när han redan utsett Vespasianus till Messias eller Kristus.
Mot detta görs invändningen att de passager i Testimonium Flavianum där Jesus utnämns till Messias kan vara senare tillägg. Ett annat argument går ut på att Josefus inte behöver ha sett negativt på Jesus. Whealey hävdar exempelvis att det är anakronistiskt att anta att Josefus som jude måste ha sett negativt på Jesus bara för att förhållandet mellan judar och kristna på 100-talet och senare var fientligt. Hon menar att så inte behöver ha varit fallet på Josefus tid och att Josefus därför kan ha skrivit de flesta av de positiva omdömen om Jesus som förekommer i Testimonium Flavianum.

#### Josefus nämner inte Jesus i sitt äldre historieverk
Josefus nämner inget om Jesus i sitt äldre historieverk Om det judiska kriget (klart tidigast 78 vt). När han där på ett motsvarande sätt skriver om Pontius Pilatus och behandlar samma händelser saknas bland annat Testimonium Flavianum. Om Josefus, såsom Whealey föreslår, såg positivt på Jesus och betraktade honom som en betydelsefull gestalt, borde Josefus ha skrivit om Jesus också i sitt första verk.
Mot detta görs invändningen att heller inte passagerna om Johannes Döparen och Jakob förekommer i Om det judiska kriget. Vidare skulle kristendomen ha kunnat öka i betydelse i tiden mellan böckernas tillkomst och alltså först på 90-talet ha kvalificerat sig för att omnämnas. En annan möjlighet är att Josefus använt andra källor för Judiska fornminnen och att Jesus omnämnts i dessa källor. Svagheten med den teorin är att de källor som tillkommit för böckerna 18–20 i huvudsak är romerska och därmed inte har sitt ursprung i det område där Jesus ska ha verkat. En ytterligare annan möjlighet är att Josefus hade ett annat motiv med sin senare bok – att han då i högre grad vände sig till icke-judar och därför fokuserade mer på populära rörelser och folk som förtryckts av det judiska ledarskapet.

#### Testimonium Flavianumär orimligt kort
Andra frågor som har rests är varför Josefus skrev så relativt litet om Jesus; speciellt om han ansett att Jesus var av betydelse och borde omtalas. Stycket om Johannes Döparen är exempelvis mer än dubbelt så långt och stycket som följer på Testimonium Flavianum och som handlar om Isiskulten och judendomen, en i jämförelse betydligt mer bagatellartad händelse, är åtta gånger så långt. Testimonium Flavianum är av den längden att det skulle kunna infogas i en befintlig text utan att äventyra att den blev så lång att den inte fick plats i en bokrulle.
Det argument som brukar åberopas emot detta är att kristendomen ännu inte skulle ha hunnit växa sig så stor när Josefus skrev att han ansåg sig föranledd att skriva mer.

#### Testimonium Flavianumpassar ej i sitt sammanhang

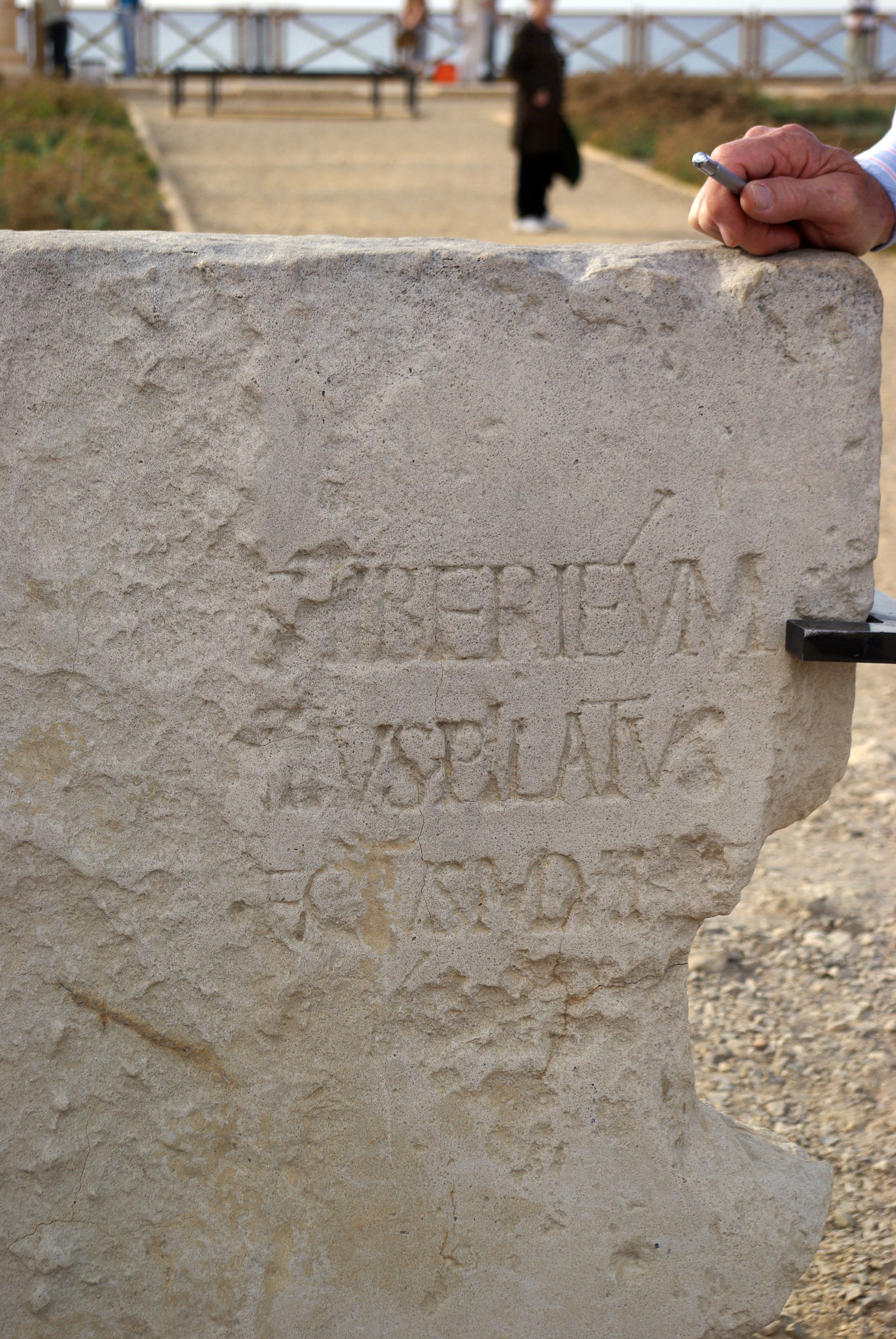
Kopia av den sten som påträffades i Caesarea år 1961 och som bär inskriptionen att Pontius Pilatus var prefekt över Judeen.

Styckena före och efter Testimonium Flavianum handlar alla om olyckor som drabbat judarna. Frånsett berättelsen om Jesus, beskrivs alla händelser som olyckor, tumult och upplopp genom det grekiska ordet thoruboi (θόρυβοι), förutom vid ett tillfälle då ordet stasis (στάσις), med en i sammanhanget likartad betydelse, används. Som det ser ut förstör därför Jesuspassagen Josefus avsikt med denna avdelning som i övrigt visar på hur spänningen tilltar för judar runt om i riket. En avrättning av en enskild person, tillika ledaren för den kristna rörelsen, skulle inte ha uppfattats som en olycka för judarna, framför allt inte av Josefus som var en jude väl förankrad i den judiska traditionen och som identifierar sig som farisé.
Mot detta görs invändningen att fotnoten inte var uppfunnen vid denna tid och dåtidens historiker tvingades därför göra plats för utvikningar inne i texten. Denna invändning försvagas dock av att Josefus, när han gjorde liknande utvikningar, brukade i likhet med hur han exempelvis gjorde i stycket efter Testimonium Flavianum, tala om att han gjorde en utvikning. En förklaring som brukar föreslås är att passagen ursprungligen kan ha innehållit något tumultartat och kanske ett förklenande omdöme om Jesus. Vidare handlar omgivande berättelser om Pilatus tid vid makten och Testimonium Flavianum befinner sig följaktligen både tidsmässigt och geografiskt på rätt ställe i texten.

#### Meningen efterTestimonium Flavianumsyftar på stycket före
Nästföljande stycke efter Testimonium Flavianum inleds med orden: ”Och ungefär vid denna tid var det ytterligare något förskräckligt som upprörde judarna”. Eftersom ”ytterligare något förskräckligt” (ἕτερόν τι δεινὸν, heteron ti deinon) borde syfta på något förskräckligt som Josefus just beskrivit och eftersom Jesu avrättning inte gärna kan ha varit något förskräckligt som upprörde judarna i allmänhet, synes uttrycket syfta på stycket före Testimonium Flavianum där Pilatus sades ha överfallit och dödat många judar. Det var något förskräckligt som borde ha upprört judarna, och det verkar därför som om Josefus, när han skrev att det vid denna tid var ytterligare något förskräckligt som upprörde judarna, just hade avslutat beskrivningen av Pilatus massdödande av judar och att Testimonium Flavianum ännu inte förekom i texten. Detta anses ofta utgöra det enskilt starkaste skälet till att betvivla att Josefus skrivit något alls av Testimonium Flavianum.
Mot detta brukar tre invändningar göras: (1) Att Josefus med ”ytterligare något förskräckligt” åsyftade allt annat förskräckligt som drabbat judarna och som han skrivit om tidigare, före Testimonium Flavianum, (2) att Josefus verkligen skulle ha ansett att Jesu korsfästelse var något förskräckligt som drabbat judarna, eller (3) att Testimonium Flavianum i Josefus ursprungsversion innehöll en väsentligt annorlunda berättelse som verkligen beskrev något förskräckligt också för judarna, exempelvis att Jesus ledde ett upplopp som Pilatus slog ned och att många i samband med detta kom att dö.

#### Testimonium Flavianumokänt fram till 300-talet
Ingen kyrkofader före Eusebios (100- och 200-talen, eller ens 300-talet) citerar eller hänvisar till Testimonium Flavianum. 12 kyrkofäder verksamma före Eusebios tid (början av 300-talet), däribland Origenes, var sannolikt alla bekanta med Josefus skrifter. Flera av dessa kyrkofäder citerade passager från Josefus, dock utan att hänvisa till Testimonium Flavianum. Redan från tidig kristen tid var kristna apologeter upptagna med att försvara den kristna tron mot angrepp från meningsmotståndare, inte minst judar, och det borde ha varit av intresse för dem att kunna hänvisa till en judisk källa som hyllade Jesus. Josefuskännaren Louis Feldman pekar särskilt på Justinus Martyren som i mitten av 100-talet försöker bemöta påståendena att Jesus aldrig funnits och blott var ett kristet fantasifoster. Enligt Feldman kunde det inte finnas något starkare argument för att bemöta sådana påståenden än att citera Josefus; en jude som föddes bara några år efter att Jesus dött.
Invändningen mot tystnadsargumentet (latin: argumentum ex silentio) är att det är riskabelt att argumentera utifrån avsaknad av bevittnande. Feldman håller med om den saken, men påpekar att när tystnaden är så massiv som i detta fall har argumentet ändå viss tyngd. Vidare finns få belägg på tidiga kristna som var bekanta med Josefus och i synnerhet med den andra halvan av hans Judiska fornminnen. Det verkar dock osannolikt att om Josefus verkligen hade skrivit om Jesus, inte kunskapen om detta skulle ha spridit sig bland kristna. Andra argumenterar för att om de uppenbart mest kristna partierna tas bort, kommer den återstående texten inte att stödja att Jesus var Guds son som uppstod från de döda. En sådan text skulle enligt detta synsätt endast visa att Jesus existerat, och i så fall skulle det inte ha funnits någon anledning för kyrkofäderna att åberopa stycket. Detta motsägs dock av Feldman i resonemanget ovan. Därför spekulerar andra över att Josefus verk kan ha innehållit en annan och för kristna mindre fördelaktig version av Testimonium Flavianum och att de av den anledningen inte fann något skäl att hänvisa till passagen. Något egentligt textstöd för ett sådant antagande finns dock inte.

#### En handskrift därTestimonium Flavianumsaknades

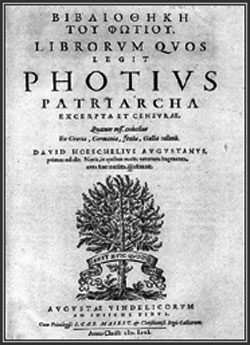
Omslaget till en senare utgåva av Fotios Bibliotheke.

Två patriarker i Konstantinopel förefaller ha haft en avskrift av Judiska fornminnen (möjligen samma avskrift) där Testimonium Flavianum inte ingick. Cirka år 400 citerar Johannes Chrysostomos fyra gånger ur den bok av Josefus där Testimonium Flavianum förekommer utan att nämna stycket. I stället skriver han att Josefus inte var en troende kristen. I slutet av 800-talet sammanfattar Fotios i Bibliotheke (svenska: Boksamling) ett stort antal verk skrivna av andra, däribland Josefus författarskap, men undgår att nämna Testimonium Flavianum trots att han återger passagerna om Jakob och Johannes Döparen och i övrigt verkar leta efter vad dessa författare skrivit om Jesus.
Den invändning som oftast görs mot detta argument, är att om deras Josefustext i stället skulle ha innehållit en version av Testimonium Flavianum som var mer neutral eller rentav fientlig mot Jesus, kan de av den anledningen ha avstått från att nämna passagen. Louis Feldman skriver däremot att det knappast fanns någon kyrkofader som hetsade mer mot judarna än just Chrysostomos. Feldman anser därför att denne nästan oavsett hur Testimonium Flavianum sett ut borde ha haft svårt att undvika att hänvisa till passagen. Hade Josefus varit negativ till Jesus kunde Chrysostomos ha påtalat att detta var ett typiskt agerande från en jude. Hade Josefus varit positivt inställd till Jesus kunde Chrysostomos med hänvisning till Testimonium Flavianum ha påvisat att judarna var skyldiga till hans död.

#### En innehållsförteckning utanTestimonium Flavianum
Nästan samtliga grekiska och latinska handskrifter av Judiska fornminnen inleds med en något skissartad lista över bokens innehåll. Den grekiska innehållsförteckningen innehåller inte Testimonium Flavianum. Om innehållsförteckningen är gjord under den tid då kristendomen var i maktposition (början av 300-talet och framåt), är detta ett osvikligt tecken på att Testimonium Flavianum då saknades eftersom ett sådant stycke otvivelaktigt skulle ha omnämnts.
Som motskäl anförs att innehållsförteckningen kan vara äldre och möjligen till och med ha iordningställts av Josefus själv. Och en jude i den äldsta tiden behöver inte ha gett Testimonium Flavianum någon speciell uppmärksamhet genom att omnämna passagen i sammanfattningen av bokens innehåll. Dessutom saknas mycket annat i innehållsförteckningen, även styckena om Jakob och Johannes Döparen.

#### Testimonium Flavianumär en enhet och allt eller inget måste behållas
De tydligt kristna partierna, vilka rimligen måste plockas bort för att trovärdiggöra att Josefus kan ha skrivit Testimonium Flavianum, är logiskt länkade till de delar som blir kvar. Om exempelvis indikationen på att Jesus var Gud, ”om det nu är tillbörligt att kalla honom en man”, tas bort blir nästa mening, ”för han var en som gjorde förunderliga gärningar”, märklig. Detta ”för” tycks vara en reaktion på ifrågasättandet att Jesus var en människa. Alltså, man kan verkligen fråga sig om Jesus var en människa, för, ty, eftersom (grekiska: γὰρ, gar) han gjorde förunderliga gärningar. Om texten i stället löd att Jesus var en vis man eftersom han gjorde förunderliga gärningar blir den besynnerlig. I så fall borde författaren ha skrivit att Jesus var en vis man och gjorde förunderliga gärningar. På samma sätt blir den påstått äkta meningen om ”de kristnas stam, uppkallad efter honom” ologisk om ”han var Kristus” plockas bort, ty endast genom informationen att Jesus kallas Kristus blir uppgiften om att kristna fått sitt namn av Kristus logisk. Av denna anledning behövs även de delar i Testimonium Flavianum som är tydligt kristna om den kvarvarande texten ska förbli logiskt sammanhållen. Och eftersom vissa partier i Testimonium Flavianum inte gärna kan ha skrivits av Josefus blir den logiska slutsatsen att han inte skrivit något alls av stycket.
Motargumenten till detta är att återstoden visst utgör en logiskt sammanhållen enhet, eller att Josefus verkligen skrivit hela Testimonium Flavianum och därmed också de tydligt kristna delarna. De som argumenterar för den senare positionen anser att texten ska tolkas som mindre kristen än vad som normalt görs och kanske till och med fientlig mot kristendomen (i några fall till följd av att vissa ord antas ha blivit korrupta vid kopieringen), eller som om texten är avsiktligt dubbeltydig och kanske till och med ironiskt menad. James Carleton Paget menar dock att om man försöker omtolka de besvärliga passagerna för att bevara en logiskt sammanhållen text, blir till slut den kvarvarande texten mer eller mindre densamma som den bevarade versionen av Testimonium Flavianum och liknar därmed en ”fullständig interpolation”. I så fall skulle man enligt Carleton Paget kunna göra detsamma med andra trosbekännande texter i Nya testamentet, och bara skala bort allt som låter kristet i syfte att nå fram till en neutral text om Jesus. Carleton Paget är tveksam till om principen att plocka bort allt som låter kristet är metodologiskt säker och ifrågasätter Meiers och andras påstående att det utifrån språkliga överväganden skulle gå att avgöra vad som är ursprungligt och inte.

#### Eusebios skapadeTestimonium Flavianum

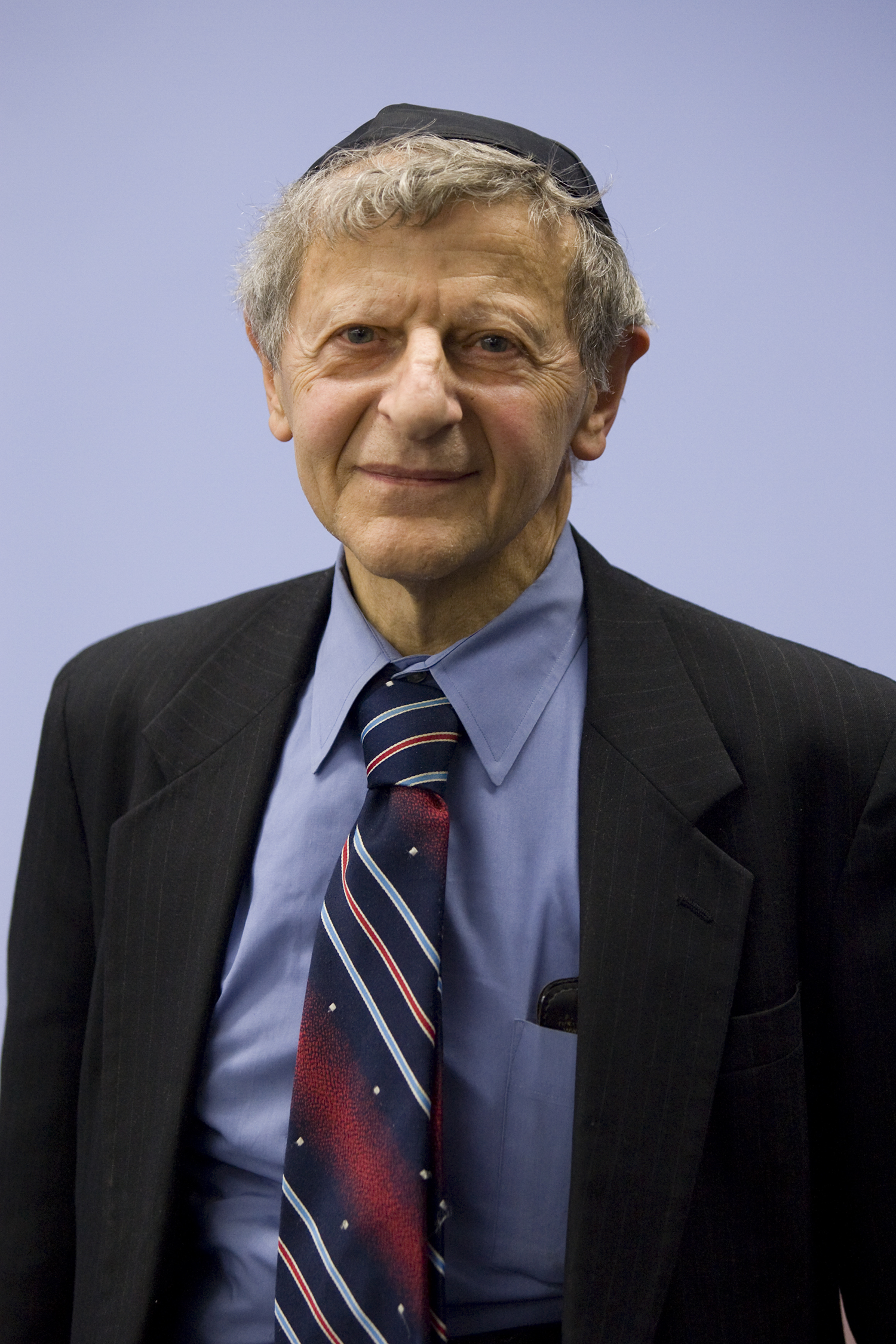
Louis Harry Feldman (1926–2017) var ”Abraham Wouk Family Professor of Classics and Literature” vid Yeshiva University i New York. Feldman har i sin forskning specialiserat sig på främst Josefus.

Ken Olson, i likhet med Solomon Zeitlin före honom, argumenterar för att Eusebios skapade hela Testimonium Flavianum i början av 300-talet och att hans skapelse senare kom att infogas i bok 18 av Josefus Judiska fornminnen. Till stöd för sitt antagande anför Olson språket i Testimonium Flavianum som enligt honom stämmer mycket bättre med Eusebios språkbruk än det gör med Josefus’. Utöver att Josefus aldrig använder vissa uttryck i Testimonium Flavianum som Eusebios använder, exempelvis ”och tiotusen andra ting”, ”de kristnas stam”, ”och ända till nu”, 8, 2 respektive 6 gånger vardera, drar Eusebios enligt Olson likartade slutsatser som de som förekommer i Testimonium Flavianum och resonerar i enlighet med de föreställningar som där kommer till uttryck. Olson anser att Testimonium Flavianum stämmer mycket väl överens med Eusebios språkbruk och med hans sätt att resonera. Dessutom använder Eusebios, enligt Olson, Testimonium Flavianum för att bemöta påståenden att Jesus inte utförde några äkta underverk utan blott var en trollkarl och bedragare, samma anklagelse som Origenes bemötte hos Kelsos utan att hänvisa till Testimonium Flavianum.
Olsons teori har kritiserats av James Carleton Paget, som bland annat menar att Eusebios i sin polemik inte använder de delar av Testimonium Flavianum som Olson bygger på, och av Alice Whealey. Whealey anser att Olsons paralleller till Eusebios inte alltid är exakta och när de är exakta avfärdar hon dem genom att exempelvis föreslå att ordet poiētēs, som i Josefus hela verk endast i Testimonium Flavianum förekommer i betydelsen av att utföra något, har haft en sådan påverkan på Eusebios att han efter att ha läst Testimonium Flavianum själv började använda ordet i den betydelsen, men då bara om Jesus och om Gud. Olson menar dock att om man skulle anta att Eusebios har influerats så mycket av Testimonium Flavianum att han härmat dess språk (och dess kristologi), har man nästintill gjort det omöjligt att falsifiera äkthetshypotesen.
Louis Feldman stöder Olsons resonemang och noterar att i den bevarade antika grekiska litteraturen förekommer uttrycken ”gjorde förunderliga gärningar” (paradoxōn ergōn poiētēs), ”ända till nu” (eis eti te nun) och ”de kristnas stam” (τῶν Χριστιανῶν ... φῦλον, tōn christianōn … fylon) endast hos Eusebios och i Testimonium Flavianum. Uttrycken förekommer aldrig annars hos Josefus eller hos någon annan över huvud taget. Dessa uttryck tillhör dessutom de så kallade ”äkta” delarna av Testimonium Flavianum, vilka Josefus antas ha skrivit. Feldman anser att det i hög grad måste ha stört Eusebios, som kristen apologet och obändig försvarare av Jesus och den kristna tron, att ingen historiker före honom åstadkommit ens en summarisk skildring av Jesu liv och att detta kan ha motiverat honom till att skapa Testimonium Flavianum. Feldman hävdar också att det finns skäl att anta att en kristen som Eusebios skulle ha försökt framställa Josefus som mer välvilligt inställd till Jesus och att han därför mycket väl kan ha förfalskat en sådan redogörelse som den i Testimonium Flavianum.

### Goldbergs parallell med Emmausberättelsen

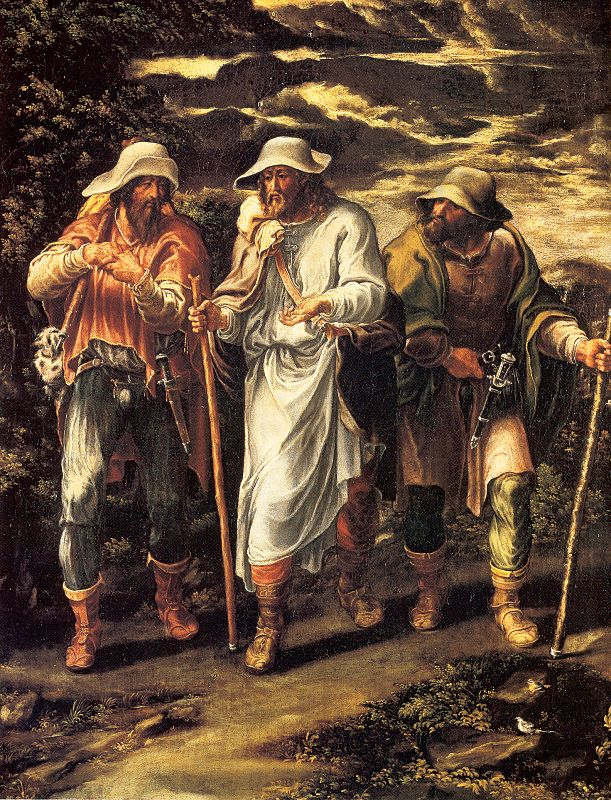
Lelio Orsi, Camino de Emaús – Promenaden till Emmaus, 1560-talet.

I en artikel från 1995 påvisar Gary J. Goldberg tydliga likheter i ord, uttryck och struktur i Testimonium Flavianum och i Lukasevangeliets berättelse om den uppståndne Jesus möte med två lärjungar på vägen till Emmaus (Luk 24:13–35). Denna omständighet har använts för att argumentera både för att Testimonium Flavianum är skrivet av Josefus (vilket Goldberg gör och som andra håller med om) och att det är en kristen förfalskning baserad på Emmausberättelsen i Lukasevangeliet. Goldberg har jämfört Testimonium Flavianum med Lukas 24:19–27 (med undantag för tillbakablicken i verserna 22–24). Han finner då 20 ord eller kluster av ord som förekommer i den grekiska texten i båda passagerna, och 19 av dessa förekommer dessutom i samma ordning (undantaget är ”han var Messias”). Goldberg ger tre realistiskt möjliga förslag på denna överensstämmelse mellan texterna: (1) slumpen, (2) en kristen förfalskning gjord under inflytande av Emmausberättelsen i Lukasevangeliet, eller (3) att författaren av Lukasevangeliet och Josefus använt en gemensam källa.
Goldberg anser att överensstämmelsen är för stor för att kunna tillskrivas slumpen och föredrar alternativ 3, att Josefus och författaren av Lukasevangeliet byggt på en gemensam kristen källa. Detta innebär i så fall enligt Goldberg att Josefus valde att inte ändra något i denna kristna källa utöver att anpassa språket något. Till stöd för detta anför Goldberg bland annat att det finns tecken på att Emmausberättelsen i Lukasevangeliet bygger på en redan existerande tradition; att där finns samstämmighet i vissa ovanliga uttryck, som exempelvis tritēn echōn hēmeran i Testimonium Flavianum som bokstavligt betyder ”tredje dag havande”, och där en liknande konstruktion (där verbet heller inte verkar ha något uppenbart subjekt) endast förekommer en gång i den kristna litteraturen, och då just i Emmausberättelsen i Lukasevangeliet 24:21, tritēn tautēn hēmeran agei (”denna tredje dag tillbringar”); att Agapius version i vissa avseenden liknar berättelsen i Lukasevangeliet, samt möjligheten att Josefus byggt på samma kristna källa också i sitt omnämnande av Jakob. Därmed skulle Josefus och författaren av Lukasevangeliet ha byggt på en gemensam kristen text, och kristna endast lätt modifierat Josefus text i efterhand.
Richard Carrier håller med om att de strukturella likheterna mellan passagerna är för stora för att de skulle ha kunnat uppkomma genom slumpen. I motsats till Goldberg menar han dock att detta visar att en kristen person konstruerat hela Testimonium Flavianum med Lukasevangeliet som förlaga. Han avfärdar möjligheten att Josefus skulle ha byggt på en kristen källa som också författaren av Lukasevangeliet använt, med motiveringen att det i sig är osannolikt att Josefus okritiskt skulle ha övertagit en kristen trosbekännelse utan att göra några större innehållsmässiga ändringar. Carrier avfärdar också Goldbergs förslag om att Josefus byggt på samma kristna källa för båda omnämnandena av Jesus med motiveringen att det senare Jesusomnämnandet, enligt honom, är en oavsiktlig interpolation i Josefus verk. Vidare noterar Carrier att Testimonium Flavianum innehåller ord och uttryck som är kristna, vilket också Goldberg visar, och till och med typiska för Lukas, vilket enligt Carrier egentligen bara lämnar ett återstående rimligt alternativ. Eftersom Josefus knappast kan ha slaviskt kopierat en kristen text blir slutsatsen enligt Carrier att Testimonium Flavianum är en kristen komposition gjord efter Josefus tid med Lukasevangeliet som förlaga.

## Brodern till Jesus som kallades Kristus, vars namn var Jakob
Andra gången som Jesus omnämns hos Josefus är i den tjugonde och sista boken av Judiska fornminnen (20:9:1 eller 20:197–203). Bakgrunden till denna berättelse är att den dåvarande ståthållaren, eller formellt prokuratorn, över Judeen, Porcius Festus (från cirka 59–62), avlider. I det vakuum som uppstår innan den nye prokuratorn Lucceius Albinus (från 62–64) hunnit installera sig, passar den judiske översteprästen Ananos ben Ananos på att avrätta ”brodern till Jesus som kallades Kristus, vars namn var Jakob, och några andra”. Detta får till följd att Ananos avsätts som överstepräst och att Jesus ben Damnaios utses till ny överstepräst.

### Texten i översättning
| ” | Festus var nu död, och Albinus fortfarande på väg; så han [Ananos] inrättade ett råd av domare och lät inför detta föra brodern till Jesus som kallades Kristus, vars namn var Jakob [eller: ”Jakob hette han”], och några andra. Dessa dömde han såsom lagbrytare, varefter han överlämnade dem till att stenas. Men de medborgare som syntes rättrådigast, och kände sig mest illa till mods inför lagöverträdelserna, ogillade det som skedde. De skickade också bud till kungen [Agrippa II] och uppmanande honom att meddela Ananos att inte agera så framöver, ty det han redan hade gjort kunde inte rättfärdigas. Ja, några av dem for också för att möta Albinus som befann sig på sin resa från Alexandria och påtalade för honom att det var olagligt för Ananos att sammankalla Stora rådet utan hans samtycke; varpå Albinus gick med på det de sade och i vredesmod skrev till Ananos och hotade med att bestraffa honom för det han gjort; på vilket kung Agrippa fråntog honom översteprästämbetet som han innehaft i endast tre månader och utnämnde Jesus, son till Damneus, till ny överstepräst. (Flavius Josefus, Judiska fornminnen 20:200–203; fetmarkeringen av det centrala stycket är tillagd). | „ |

### Argument till stöd för äkthet
De allra flesta forskare anser att denna passage skrivits av Josefus, att denne berättar om avrättningen av Jesu broder Jakob och därmed att också frasen ”brodern till Jesus som kallades Kristus” är äkta.
De huvudsakliga orsakerna till att de anser detta är till antalet fem:

#### Stycket förekommer i alla handskrifter
Stycket om Ananos och Jakob förekommer i alla handskrifter av Judiska fornminnen 20:197–203 och dessutom utan några betydande avvikelser. Det finns således inget textstöd för att det rör sig om ett senare tillägg.

#### Stycket citeras tidigt

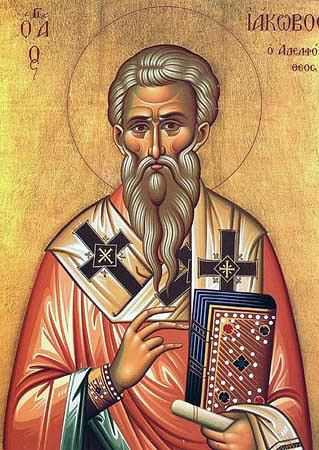
Ikon, fritt föreställande Jakob den rättfärdige.

I början av 300-talet sammanfattar kyrkofader Eusebios av Caesarea innehållet i Judiska fornminnen 20:197–203 och citerar meningen om Jakob och Jesus. Vidare antas Origenes av vissa ha känt till denna passage redan på 240-talet eftersom han tre gånger hänvisar till att Josefus skrivit att Jerusalems fall och templets förstörelse var judarnas straff för att de dödat Jakob den rättfärdige, ”brodern till Jesus som kallades Kristus”. Uttrycket ”brodern till Jesus som kallades Kristus” är identiskt med det som står i Judiska fornminnen 20:200, men ingenstans i Josefus bevarade verk står att judarna skulle ha straffats till följd av det Jakob utsattes för.

#### Språk och sammanhang
Hela stycket, liksom omnämnandet av Jesus, passar väl in i det omgivande sammanhanget och språket avviker inte från det som anses typiskt för Josefus. Såväl Jakob som Jesus omnämns bara flyktigt eftersom de inte spelar någon framträdande roll i berättelsen – vilket vore att förvänta om en kristen person lagt till uppgiften. Den enda anledningen till att Josefus alls nämner Jakob, är att dennes avrättning leder till att Ananos avsätts som överstepräst och ersätts av Jesus ben Damnaios. Steve Mason skriver att några visserligen har ifrågasatt passagens äkthet, men att det utifrån språk och stil inte finns några skäl till ifrågasättande.

#### Neutrala beteckningar
Om en kristen person skulle ha förfalskat passagen borde denne inte ha använt så pass neutrala beteckningar på Jakob och framför allt Jesus. Louis Feldman menar att det vore rimligare att en kristen person, i likhet med hur kristna ofta annars uttryckte sig, skulle ha prisat Jakob och kallat honom ”brodern till Herren” eller ”brodern till Frälsaren” i stället för ”brodern till Jesus”. En beskrivning av Jakob som en broder till Jesus förefaller enligt James Carleton Paget vara en osannolik kristen interpolation, eftersom den exakta formuleringen Iēsou tou legomenou Christou inte förekommer i beskrivningarna av Jakob i den kristna litteraturen.
Vidare kunde man förvänta sig att Jesus inte bara skulle ha benämnts den ”som kallades Kristus” utan den ”som var Kristus”. Robert Van Voorst anser att Josefus på ett neutralt sätt identifierar för sina läsare vilken Jesus, av de många med detta namn han nämner, som han avser här.

#### Saklig redogörelse med icke-kristna föreställningar
Även om denna skildring av Jakobs död på flera punkter avviker från kyrkans skildring av hans död, anses det ändå finnas tydliga likheter mellan berättelserna. Josefus antas ofta vara den som ger den mer trovärdiga skildringen. Argumentet ser ut så att om en kristen person lagt till uppgiften om Jakobs stening, borde denne ha sett till att berättelsen stämde bättre med den kristna skildringen, såväl vad gäller detaljerna som tiden (där bland andra Hegesippos anger att Jakob dödades år 67 eller år 70 i stället för som här år 62). (Se ”Hegesippos skildring av Jakob den rättfärdiges död”) Dessutom talar den korta sakliga framställningen för att Josefus skrivit stycket. En kristen interpolation borde ha innehållit mer av den långa kristna legendariska skildringen.

### Argument till stöd för förfalskning och allmänna resonemang
Även om de allra flesta forskare anser att Josefus skrivit stycket om Jakob och Jesus, finns det forskare som betvivlar den saken. Några av dessa anser att hela stycket är ett tillägg till det Josefus skrev. När Josefus beskriver Ananos i sitt första historieverk, Om det judiska kriget, visar han honom högaktning genom att beskriva honom som måttlig och god, en vänlig person som verkade för fred och frihet, medan han i det senare verket, Judiska fornminnen, kallar honom dumdristig och hård. De ”häpnadsväckande” motsägande omdömena om Ananos i de båda versionerna utgör enligt Tessa Rajak en ”mycket stark” grund för antagandet att ”hela berättelsen om Jakob är en kristen interpolation”. Andra anser att Josefus mycket väl kan ha ändrat uppfattning i tiden mellan det att han skrev sina båda historieverk.
De flesta förfalskningsförespråkare anser dock att Josefus skrivit i stort sett alltsammans och att endast de centrala orden är tillagda i efterhand, då antingen ”brodern till Jesus som kallades Kristus, vars namn var Jakob” eller ”brodern till Jesus som kallades Kristus” eller så bara ”som kallades Kristus”. Tilläggen skulle kunna vara antingen medvetet gjorda eller marginalnoteringar som kommit att infogas i den löpande texten av misstag.

#### Invändningar mot äkthetsargumenten
Emot de fem huvudsakliga argumenten för äkthet anför Ken Olson att
1) det bara finns tre handskrifter innehållande böckerna 18–20 av Judiska fornminnen och att dessa är beroende av varandra. Därmed finns egentligen endast ett handskriftsbevittnande av passagen;
2) Origenes troligen citerar någon annan källa än den text av Josefus som finns bevarad, och att Eusebios därmed är den förste som citerar stycket om Jakob och Jesus som förekommer i den bevarade texten av Judiska fornminnen, samt att stycket sannolikt har Origenes och inte Josefus som upphovsman;

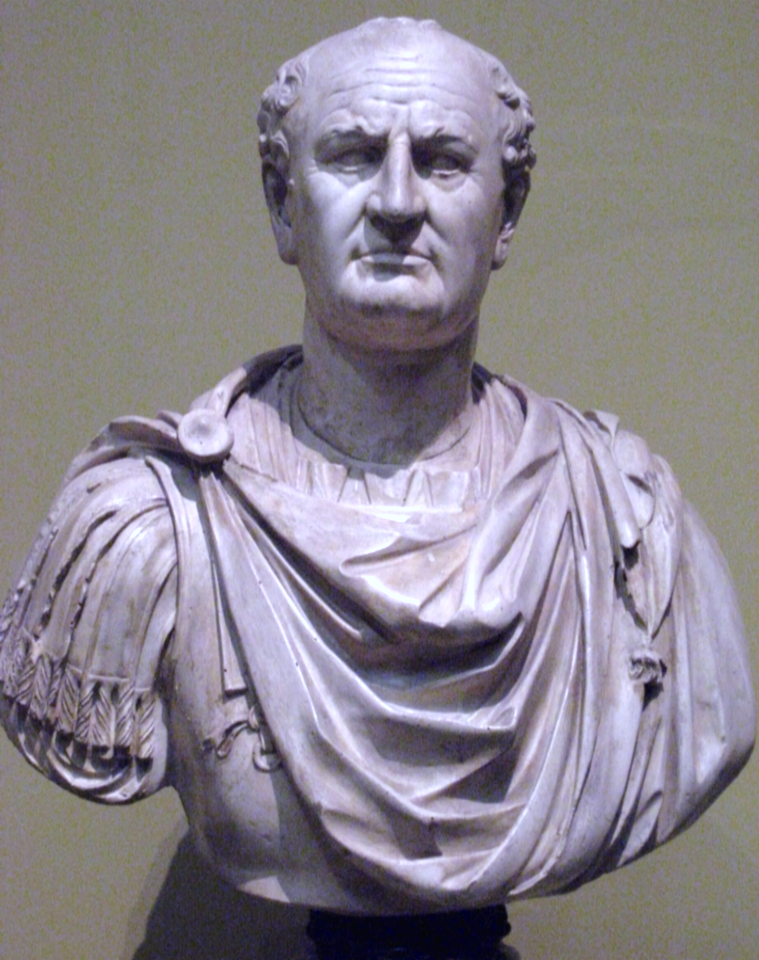
Byst föreställande Vespasianus som, innan han blev Josefus beskyddare och utropades till romersk kejsare år 69, ledde de romerska styrkorna i kriget mot judarna.

3) om bara identifieringen av Jesus som Kristus är tillagd förlorar argumenten att språket är typiskt för Josefus och att stycket passar så väl in i sitt sammanhang att en kristen person inte gärna kan ha skrivit det, mycket av sin tyngd. Vidare anser Olson att det inte är sant att stycket i sin helhet skulle vara skrivet på ett för Josefus typiskt sätt eftersom ordet Kristus inte är typiskt för honom. Tvärtom undviker han detta ord och det förekommer hos Josefus endast här och i Testimonium Flavianum;
4) kristna visst benämnde Jesus den som kallades Kristus och att det inte fanns någon av kyrkan fastställd norm för hur Jakob skulle benämnas. Olson menar att det vore fullt rimligt att en kristen kallade Jakob för ”Jesu broder” då kristna i andra sammanhang kunde kalla honom såväl ”Herrens broder” som ”Frälsarens broder” och ”Kristus broder”.
5) det faktum att inget förutom namnet Jakob och att denne stenades stämmer med den kristna skildringen av Jakobs död, tvärtom tyder på att Josefus verkligen skrev om en annan Jakob. Senare bara antog någon kristen person att Josefus avsåg Jesu broder Jakob och lade därför till en identifiering av honom i marginalen. Denna notis kom sedan att infogas i den löpande texten vid nästa avskrift.
Carleton Paget skriver i en replik till Olson att det verkar ”omotiverat” att ”lägga sådan vikt” vid tiden för Jakobs död. Fastän skildringarna är “mycket olika” är de ”åtminstone överens om att Jakob stenades, även om han i Hegesippos skildring slutligen dödas med en valkares klubba.”
Alice Whealey menar att om Eusebios verkligen skulle ha fabricerat Testimonium Flavianum, såsom Olson föreslår, borde han också ha omarbetat passagen om Jakobs död så att den stämde med de kristna föreställningarna. Whealey undrar varför han i så fall inte lät Josefus uppge att Jakob dödades just innan Vespasianus belägrade Jerusalem, eller bevarade uppgiften om att dess fall var följden av det som skedde med Jakob. Vidare anser Whealey att uttrycket “som kallades Kristus” visar på en distanserad hållning till Kristus och att det därför inte är något som en kristen person skulle skriva. Hon menar att motsvarande uttryck i Bibeln (ὁ λεγόμενος Χριστός, ho legomenos Christos) också uttrycker distans eftersom orden antingen läggs i munnen på icke-kristna eller används i förklarande syfte. Richard Carrier menar dock att sammanhangen visar att det var ett vanligt kristet och judiskt sätt att benämna Messias. Enligt Whealey kunde Nya testamentets författare visserligen tala om bröder till Jesus, men hon menar att kristna senare tog avstånd från att Jesus hade bröder i och med att han fick en mer gudomlig och Maria en mer jungfrulig status.
Orsakerna till att vissa forskare anser att Josefus inte har skrivit om Bibelns Jesus på detta ställe är flera.

#### OmTestimonium Flavianumär tillagt, så ock Jesus i Jakobspassagen
Liksom detta omnämnande av Jesus har använts för att hävda att Josefus måste ha nämnt Jesus tidigare i Testimonium Flavianum, har de som betvivlar att Josefus skrev något alls av Testimonium Flavianum hävdat att han heller inte kan ha nämnt Jesus i samband med skildringen av Jakob. Orsaken är densamma som vad gäller Testimonium Flavianum – att en identifiering av Jesus som den som kallades Kristus vore otillräcklig och inte typisk för Josefus sätt att skriva (se ”Identifieringen av Jesus som Messias”). Omnämnandet förutsätter nästan att Josefus redan förklarat för läsaren vem denne Jesus som kallades Kristus var.
Andreas Köstenberger, Helen Bond och andra anser dock att detta i stället tyder på att Jesus var så känd vid denna tid att en identifiering av honom som den Jesus som kallades Kristus vore tillräcklig och att yttrandet bara indikerar att hans anhängare, inte Josefus själv, ansåg att han var Messias. Carleton Paget anser att vid den tid Josefus skrev hade beteckningen Kristus blivit ett namn på Jesus, och betraktades inte längre bara som en titel. Andra anser dock att Josefus rimligen redan måste ha förklarat vem denne Kristus var, eftersom de romerska läsarna vid denna tid rent allmänt inte kan ha vetat detta. Till och med på sent som cirka år 115 ansåg sig den romerske historikern Publius Cornelius Tacitus föranledd att klargöra för sina läsare vem Kristus var.

#### En marginalanteckning som av misstag kom att infogas

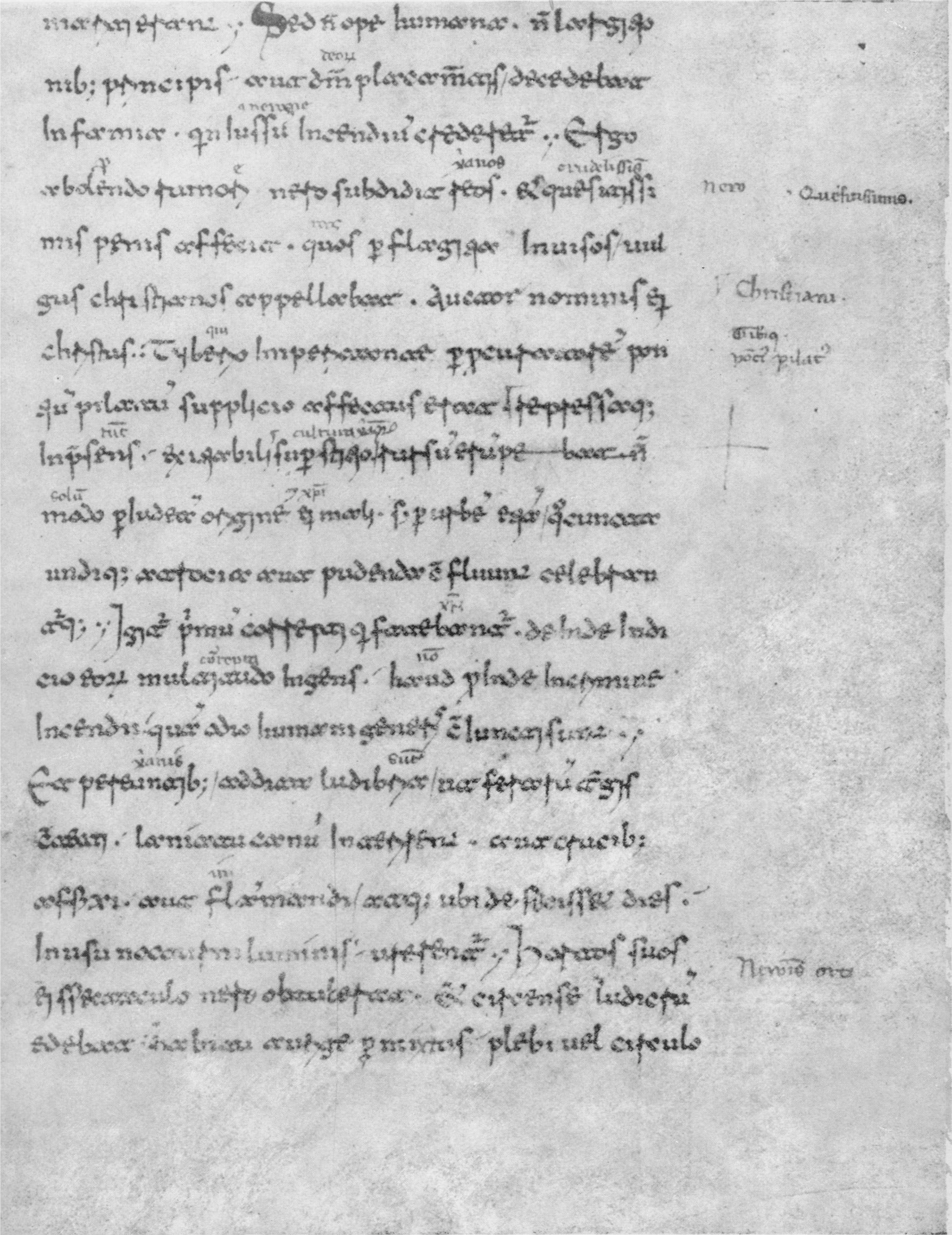
Tacitus, Annalerna 15:44, i den äldsta bevarade handskriften av böckerna 11–16, Codex Laurentianus Mediceus 68 II, folio 38r. Handskriften är daterad till mitten av 1000-talet. Raderna 3 till 12 omtalar att Nero fäste skulden för branden i Rom på de kristna och att Kristus avrättats av Pilatus. I högermarginalen i höjd med rad 6 där ordet ”christianos” förekommer, har någon skrivit ”Christiani”, sannolikt för att markera att det är här Kristus omnämns.

Richard Carrier argumenterar för att endast ”som kallades Kristus” är tillagt och att detta tillägg har skett oavsiktligt. Carrier pekar på att det vid kopiering av handskrifter ofta hände att text av misstag utelämnades. När sådana misstag upptäcktes vid korrekturläsning infogades den utelämnade texten antingen mellan raderna eller i marginalen. Men många som läste handskrifterna gjorde också andra anteckningar i marginalen. Det kunde röra sig om egna tankar eller bokmärkesliknande noteringar för att de och andra lättare skulle kunna återfinna en viss passage. Ett exempel på det senare är ordet Christiani skrivet i marginalen på den äldsta bevarade handskriften av Tacitus omnämnande av Kristus, återgiven här till höger. När handskriften i framtiden skulle kopieras, var kopisten tvungen att avgöra om den tillagda texten tillhörde den ursprungliga texten, eller om den bara var en marginalanteckning, en så kallad glossa. Carrier påpekar att vi har otaliga exempel på att sådana glossor av misstag kom att medtagas i de nya handskrifterna, eftersom kopisterna trodde att de hörde till den ursprungliga texten.

#### En annan Jakob
Josefus skulle enligt detta scenario ha skrivit om en annan Jakob än Jakob den rättfärdige, som ska ha varit Jesu broder. Han skrev då ursprungligen om avrättandet år 62 av ”brodern till Jesus, vars namn var Jakob, och några andra”, och den Jesus han avsåg var Jesus ben Damnaios (Jesus, son till Damnaios) som bara några rader senare sägs ha utnämnts till ny överstepräst efter den avsatte Ananos. Jesus och Jakob var i så fall bröder; dock söner till Damnaios och utgjorde en rivaliserande falang till Ananos-falangen. Detta var orsaken till att Ananos passade på att avrätta den ene brodern när möjlighet gavs och att folket upprördes över denna orätta gärning. Följden blev att Ananos avsattes som överstepräst och som en ytterligare bestraffning för sitt tilltag fick Jakobs broder Jesus efterträda honom. Enligt detta scenario skulle således en notis gjord av en kristen som bara trodde att denne Jakob var broder till Jesus Kristus, oavsiktligt ha letat sig in i den handskrift som Eusebios hade tillgång till och denna handskrift därefter ha fortsatt att kopieras.

#### Sex skäl till stöd för att det är en oavsiktliginterpolation
Carrier hävdar vidare att argumenten emot att detta skulle vara en interpolation i samtliga fall, frånsett det att Origenes skulle ha känt till texten hos Josefus, riktas enbart mot att det skulle vara en medvetet gjord interpolation. De har enligt Carrier ingen inverkan på argumenten till stöd för en oavsiktlig interpolation.

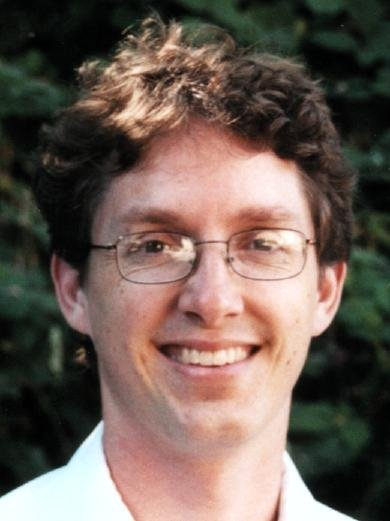
Richard Carrier, historiker med inriktning på antikens historia, kristendomens uppkomst och den historiske Jesus.

De argument som åberopas till stöd för att ”som kallades Kristus” är ett oavsiktligt tillägg till Josefus text, är att
1) uttrycket ”som kallades Kristus” är just sådant man kunde förvänta sig att en skriftlärd skulle notera i marginalen som en minnesanteckning åt sig själv eller som upplysning åt framtida läsare om var Josefus (enligt vad denne trodde) nämnde Jesu broder Jakob;
2) ordvalet och denna korta participsats struktur är just sådant som brukade användas i marginalnoteringar – plus att Josefus, om han verkligen skrivit detta och dessutom tidigare Testimonium Flavianum, i likhet med hur han nästan alltid annars gjorde, borde ha återkopplat till det förra omnämnandet genom att ha skrivit exempelvis ”den Jesus som kallades Kristus som jag berättade om tidigare”. Om Josefus inte skrivit något alls om Jesus tidigare, borde han åtminstone ha förklarat vem denne Jesus som kallades Kristus var och vad ordet Kristus betydde;
3) frånsett den nödvändiga ändringen av kasus, är uttrycket identiskt med Matt 1:16 (Ἰησοῦς ὁ λεγόμενος Χριστός) som handlar om Jesu familj; ett uttryck en kristen rimligen borde ha varit mer benägen än Josefus att använda;
4) Jakob inte passar som kristen eftersom också andra sägs avrättas tillsammans med honom och att hans avrättning sägs uppröra många inflytelserika judar. Ty om Jakob var kristen, var sannolikt de övriga som avrättades också kristna och rimligen skulle då också de som upprördes sympatisera med kristendomen. Den fråga Carrier ställer är varför de judiska och romerska myndigheterna (vilka hatade kristna) skulle ha straffat Ananos för det han i så fall gjorde mot kristna. Vidare borde berättelsen om att många fler kristna än Jakob avrättades vid samma tillfälle ha överlevt i den kristna skildringen av Jakobs öde, om nu den som avrättades verkligen var den kristne Jakob.
Luke Timothy Johnson menar dock att de inflytelserika judarna inte sägs ha upprörts över det som gjordes mot Jakob, utan enbart över själva processen med Ananos lagöverträdelser.
5) inget i Josefus skildring, frånsett att denne Jakob avrättades genom stening (den normala judiska avrättningsmetoden), stämmer med någon annan berättelse om den kristne Jakobs död; och
6) Origenes var ovetande om den passage om Jakob som förekommer i Judiska fornminnen 20:200. Med tanke på hans kännedom om Josefus, hade han känt till den om den funnits vid hans tid.

#### Hegesippos skildring avJakob den rättfärdigesdöd

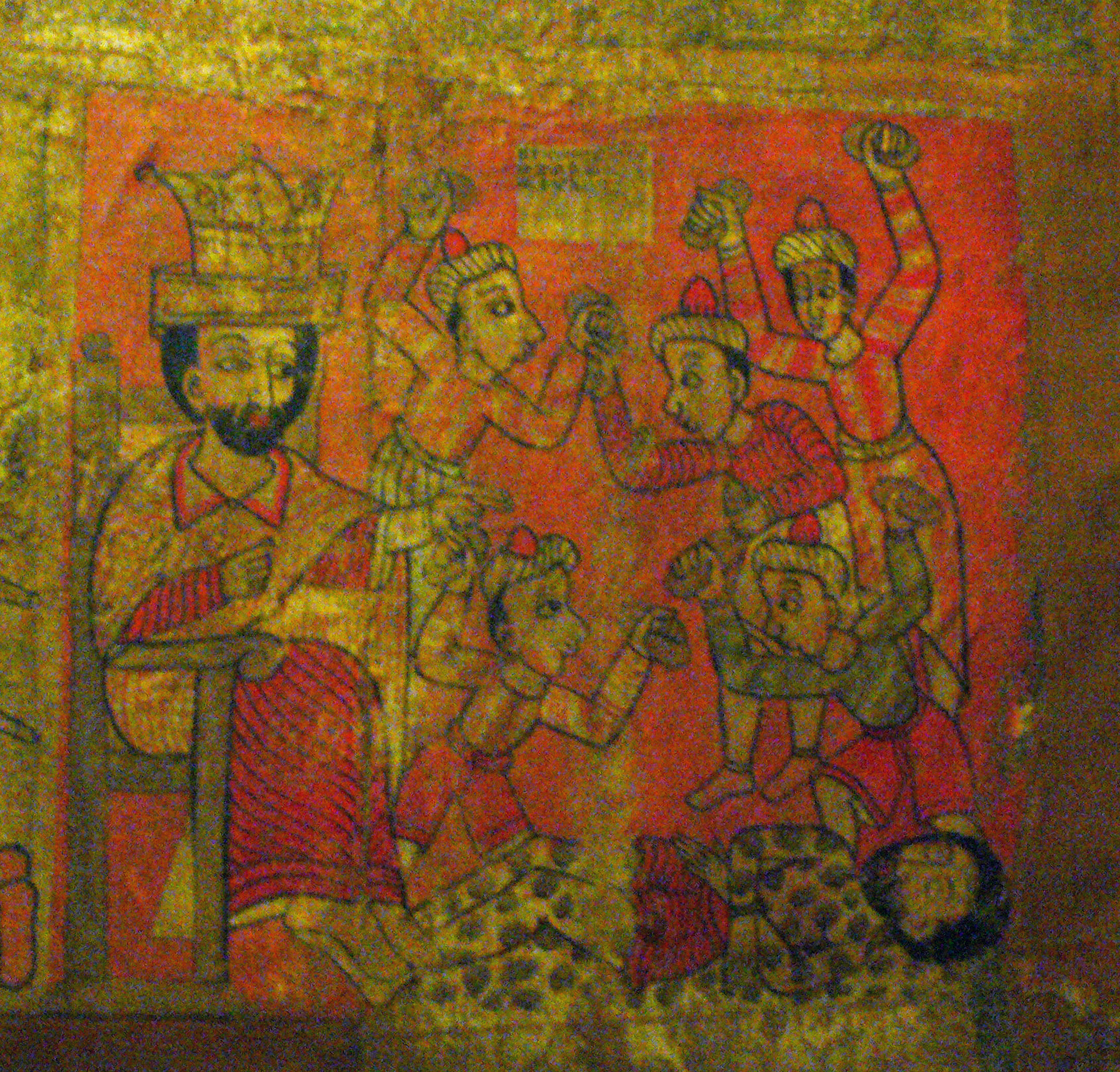
Stening av en icke namngiven kristen martyr. Etiopisk målning från slutet av 1600-talet.

Den kristne hagiografen Hegesippos (grekiska Ἡγήσιππος) antas ha levt mellan cirka 110 och cirka 180 vt. Hans verk Uppteckningar (grekiska Ὑπομνήματα, Hypomnēmata) i fem band är försvunnet men vissa fragment finns bevarade genom citat hos framför allt Eusebios av Caesarea. Hegesippos skildrar Jakob den rättfärdiges död och låter berätta att denne Jakob störtades ned från templets takspets av fariséerna och de skriftlärda. Han överlevde dock detta fall och därför stenade de honom. Men han överlevde också steningen. Då tog en valkare, det vill säga en filtmakare, en klubba och slog ihjäl honom. Även Klemens av Alexandria ansåg att Jakobs död gått till på detta sätt.
Det finns enligt Carrier och andra inga paralleller mellan denna berättelse och den som återfinns hos Josefus, frånsett namnet Jakob (som var ett vanligt namn) och att båda stenas (vilket var den metod judarna normalt använde vid avrättningar). Enligt Hegesippos (och Klemens) är ingen överstepräst inblandad i händelsen, Jakobs död är inte följden av en dom i en rättegång och han är dessutom den ende som dödas. Hans död sker ytterst genom att han klubbas till döds och inte genom stening, även om båda kan sägas ha stenats. De som i Josefus berättelse upprörs över saddukén Ananos avrättning av Jakob är rimligtvis fariséer, medan fariseerna i Hegesippos berättelse tar livet av Jakob. Dessutom skriver Eusebios direkt efter att han avslutat Hegesippos skildring av Jakobs öde, ”att även förståndiga judar ansåg att denna händelse förorsakat Jerusalems belägring genast efter Jakobs martyrdöd, vilket om detta ska tolkas bokstavligt innebär att Jakob dog år 67 när Vespasianus styrkor invaderade Palestina eller år 70 när den egentliga belägringen av Jerusalem inleddes.
Emedan interpolationsförespråkarna anser att skillnaderna mellan Josefus skildring och den kristna skildringen tyder på att Josefus avsåg en annan Jakob än den kristne Jakob, hävdar äkthetsförespråkarna att skillnaderna tvärtom styrker äktheten i Josefus text. James Carleton Paget anser det vara omotiverat att lägga sådan vikt vid tiden för Jakobs död och anser att Hegesippos sannolikt inte menade att det som skedde omedelbart efteråt ändå inte kunde ske sex år efteråt. Och namnen Jakob och att de båda stenades visar på en viss likhet i skildringarna. Meier anser att de stora skillnaderna mellan berättelserna stöder att Josefus skrivit passagen eftersom en kristen förfalskare skulle ha anpassat berättelsen så att den bättre stämde med de kristna föreställningarna. Dessa invändningar är dock verkningsfulla endast mot argument som gör gällande att tillägget gjorts med avsikt.

#### Origenes vittnesmål om Jakob
Vid tre tillfällen i två av sina verk skrivna någon gång åren 244–249 skriver Origenes att Josefus sagt att Jerusalem och templet ödelagts som hämnd för (eller: till följd av) vad judarna gjorde med Jakob, brodern till Jesus som kallades Kristus. Innehållet i dessa tre stycken är likartat och i Mot Kelsos 1:47 skriver Origenes följande:
| ” | Ty i den artonde boken av Judiska fornminnen bär Josefus vittnesbörd om att Johannes var en döpare … Samme författare, fastän han inte trodde på Jesus som Kristus, sökte efter orsaken till Jerusalems fall och templets förstörelse. Han borde [då] ha sagt att sammansvärjningen mot Jesus var orsaken till att dessa katastrofer drabbade folket, eftersom de hade dödat den Kristus varom det profeterats. Fastän omedvetet, är han emellertid inte långt från sanningen när han säger att dessa olyckor drabbade judarna som hämnd för Jakob den rättfärdige, som var en broder till Jesus som kallades Kristus, eftersom de dödat honom som var mycket rättfärdig. | „ |

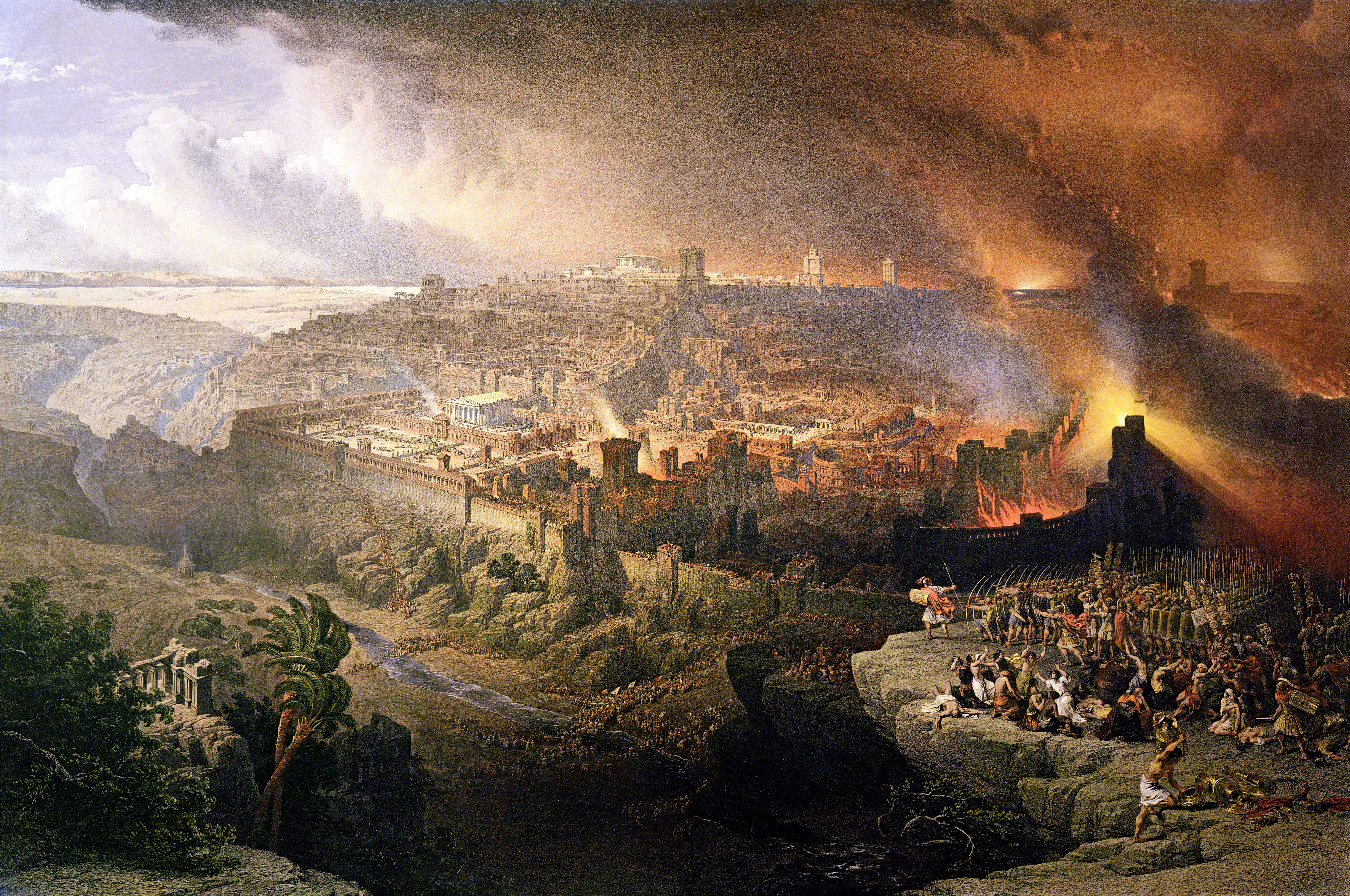
David Roberts (1796–1864). Den romerska belägringen och ödeläggelsen av Jerusalem år 70 under befäl av Titus.

Uttrycket ton adelfon Iēsou tou legomenou Christou (brodern till Jesus som kallades Kristus) är identiskt med motsvarande uttryck i Judiska fornminnen 20:200, där översteprästen Ananos sägs ha avrättat ”brodern till Jesus som kallades Kristus, vars namn var Jakob”. Men även om det i Judiska fornminnen 20:200 står exakt ”brodern till Jesus som kallades Kristus”, finns inget uppenbart övrigt i berättelsen som påminner om det Origenes säger att Josefus också skrev. Enligt Origenes skulle Josefus ha sagt att själva handlingen att döda Jakob (den rättfärdige) ledde till att Gud lät straffa judarna genom att ödelägga Jerusalem och templet. Något sådant textställe förekommer över huvud taget inte i Josefus bevarade verk, och Origenes säger heller aldrig var hos Josefus han ska ha läst detta.
En vanlig ståndpunkt är att Origenes vid dessa tre tillfällen verkligen citerar Judiska fornminnen 20:200 och därmed bekräftar förekomsten av texten hos Josefus senast på 240-talet. Orsaken är framför allt den exakta överensstämmelsen med Judiska fornminnen 20:200 vad gäller uttrycket ”brodern till Jesus som kallades Kristus”. Den förklaring som främst brukar ges till att det övriga Origenes omtalar inte enkelt återfinns hos Josefus, är att Origenes citerar Josefus i just meningen om Jakob och Jesus, men sammanfattar och parafraserar honom för det övriga och kanske tolkar in föreställningar hos Josefus som denne inte direkt gett uttryck för. Mizugaki anser att Origenes verkligen läst om Jakob hos Josefus men tolkat historien teologiskt för sina egna syften.
En annan möjlighet är att Origenes hade tillgång till en text av Josefus som inte överlevt. Det skulle i så fall ha kunnat vara en text som Josefus skrivit och som utmönstrats i samband med att nya avskrifter gjordes – kanske för att kristna med tiden kom att betrakta påståenden om Jakobs framträdande roll i missionen till judarna och släktskap med Jesus, som besvärande. Som regel antas dock att kristna knappast skulle ha plockat bort en sådan text, och därför har också föreslagits att det i stället var en interpolation som infogats i någon eller några handskrifter och som inte överlevde eftersom dessa handskrifter inte kom att utgöra underlag för nya avskrifter. Detta öppnar enligt George Albert Wells för möjligheten att också andra tillägg gjorts till Josefus böcker.

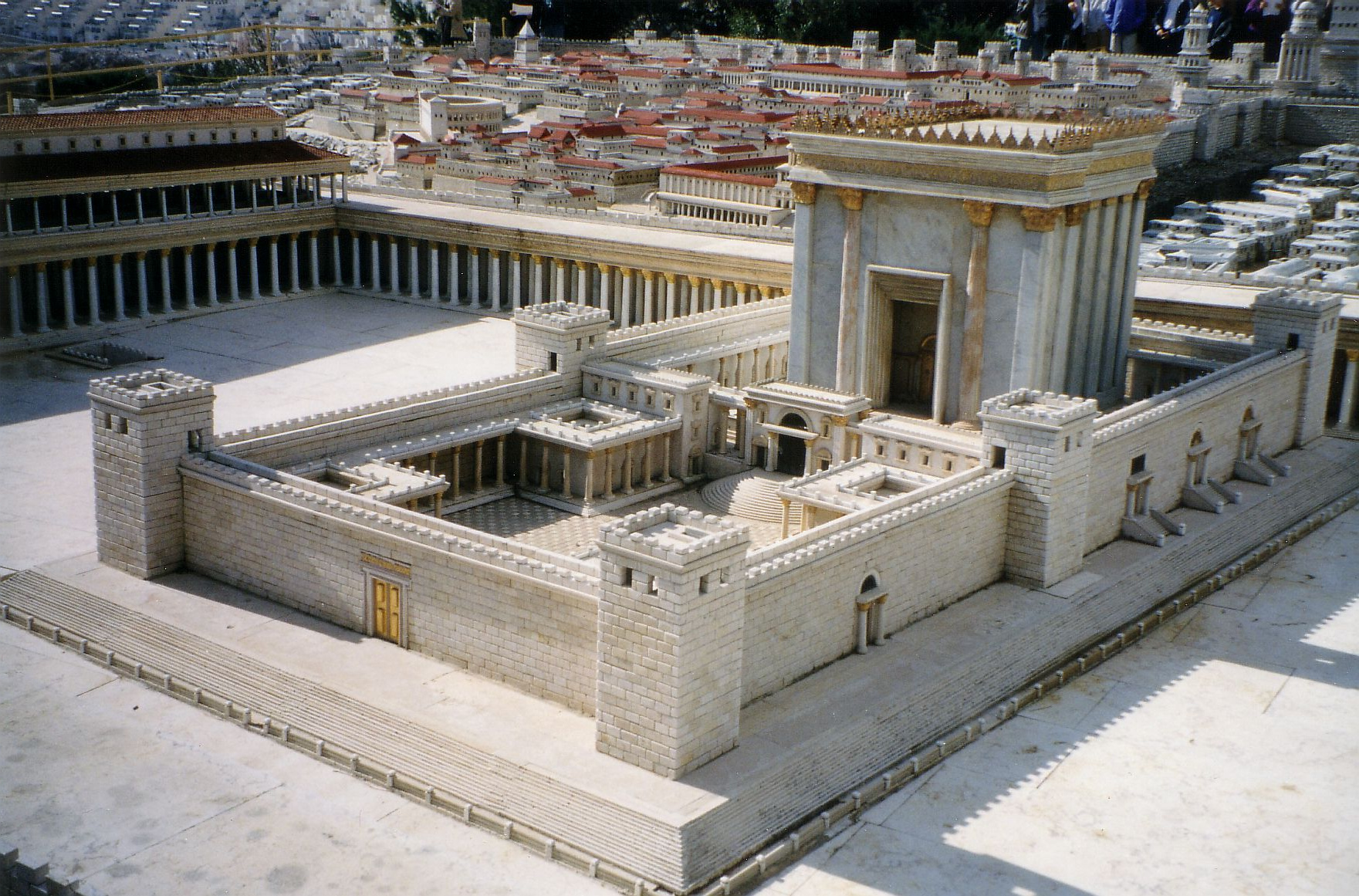
Modell av det judiska tempel som förstördes av romarna år 70.

En ytterligare annan möjlighet är att Origenes tog fel, mindes fel, och att nämnda stycke inte alls förekom hos Josefus utan i stället hos Hegesippos. Genom att namnen Josefus (på latin Iosepus, Ioseppus, Iosippus) och Hegesippos (på latin Egesippus, Hegesippus) var så snarlika har de ibland förväxlats. Det finns också andra exempel på att Origenes tillskrivit Josefus sådant som denne synbarligen inte har skrivit.

##### Origenes möjliga förväxling av Hegesippos med Josefus
Att Origenes skulle ha förväxlat Hegesippos med Josefus stöds enligt Richard Carrier av att
1) det tydligt framgår av Hegesippos att han ansåg att Jerusalem förstördes till följd av att Jakob dödades,
2) Hegesippos, i likhet med det Origenes tillskriver Josefus, kallar Jakob för ”den rättfärdige”,
3) Hegesippos, i likhet med det Origenes tillskriver Josefus, säger att folket ansåg Jakob vara synnerligen rättfärdig,
4) också Hegesippos säger att ”vissa ansåg att Jesus var Kristus”, samt
5) namnen Hegesippos och Josefus bevisligen har förväxlats vid flera andra tillfällen.

#### Eusebios vittnesmål om Jakob
Även Eusebios och Hieronymus återger samma passage om Jakob som Origenes. Eusebios redogör i början av 300-talet för Hegesippos skildring av Jakobs död. Han säger att Klemens av Alexandria bekräftar denna och skriver direkt därefter:
| ” | Så underbar var Jakob och så omtalad av alla för sin rättrådighet, att även förståndiga judar ansågo att denna händelse föranlett Jerusalems belägring strax efter Jakobs martyrdöd: denna hade drabbat dem av ingen annan orsak än på grund av den mot honom förövade blodsskulden. Ja, Josefus har icke tvekat att skriftligt betyga detta genom följande ord: ”Detta hände judarna som hämnd för Jakob den rättfärdige, som var en broder till Jesus som kallades Kristus, eftersom judarna dödade honom, ehuru han var en mycket rättfärdig man.” Josefus berättar även om hans död i 20:de boken av sin Fornhistoria med dessa ord ... (Eusebios, Kyrkohistoria 2:23:19–21; i översättning av prof. Ivar A. Heikel) | „ |

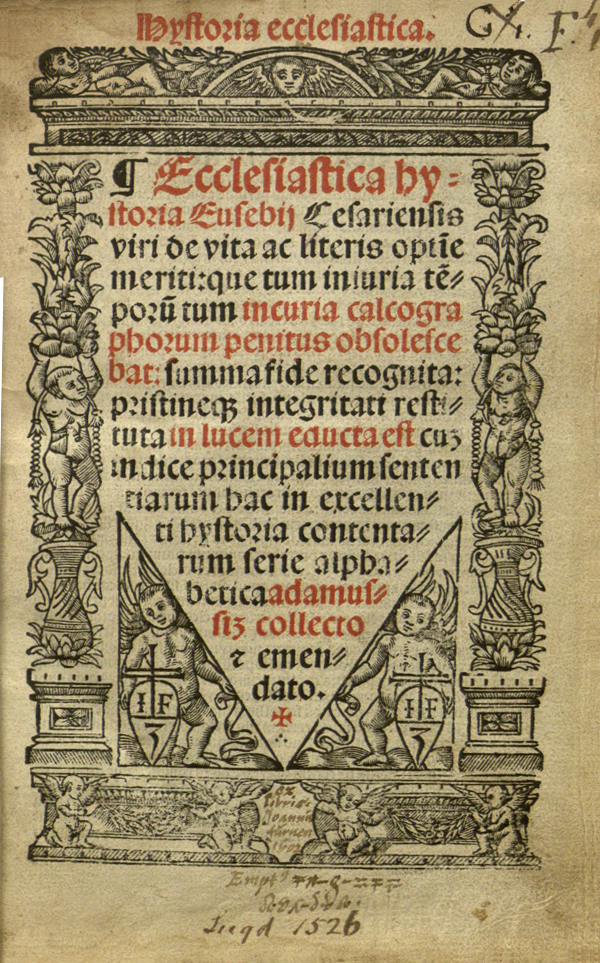
Titelbladet från en latinsk utgåva av Eusebios Kyrkohistoria från 1526.

Därefter följer skildringen av hur Ananos avrättar Jakob såsom berättelsen nu föreligger i Judiska fornminnen 20:200. 
Eusebios säger alltså att ”Jerusalems belägring … hade drabbat” judarna ”på grund av den mot honom [Jakob] förövade blodskulden.” Detta har flera tolkat som en anspelning på det Hegesippos skrivit. Sedan säger Eusebios att Josefus påstår detsamma och återger, bortsett från en anpassning av de inledande orden, exakt det Origenes skriver i Mot Kelsos 1:47. Därpå återger han också den bevarade passagen från Judiska fornminnen 20:200 med uppgiften att Josefus skrivit om Jakobs död även i bok 20, och han skiljer därför på dessa två redogörelser om Jakob hos Josefus.
Här finns således två möjligheter; antingen att både Origenes och Eusebios hade tillgång till en text hos Josefus som inte längre finns bevarad och att de båda citerade denna ordagrant, eller att Eusebios citerade Origenes men uppgav att det var Josefus som hade skrivit att Jerusalems förstörelse skedde som hämnd för Jakob den rättfärdiges död, med förvissningen om att Origenes uppgift att så var fallet också var riktig. Både Alice Whealey och Steve Mason ger exempel där Eusebios tillskrivit Josefus sådant denne inte har skrivit på basis av uppgifter hos Origenes. ”Jakob den rättfärdige” är för övrigt en kristen beteckning och något som Josefus inte gärna kunde skriva. Vidare skriver Josefus i sitt tidigare historieverk att Jerusalems ödeläggelse skedde till följd av idumeernas och seloternas härjningar och att mordet på Ananos ”var början på stadens ödeläggelse”. Äktheten av den passage som Origenes och Eusebios tillskriver Josefus måste enligt John Painter ifrågasättas, eftersom Josefus i det fallet hävdar att mordet på Jakob som iscensattes av Ananos var den utlösande faktorn för Jerusalems ödeläggelse, medan han tidigare hävdat att mordet på samme Ananos var den utlösande faktorn.

#### Teorin om hur interpolationen uppkom
Följaktligen skulle enligt denna teori Origenes ur minnet ha parafraserat Hegesippos i tron att det var Josefus som skrivit detta. Men när han konsulterade Josefus för att bekräfta att så var fallet, kunde han inte finna passagen hos honom (eftersom den inte heller fanns) och av den anledningen uppgav han inte var den förekom. Eusebios, som var föreståndare för det omfattande kristna biblioteket i Caesarea som tidigare skötts av hans lärare Pamfilos och innan dess grundats av Origenes, hade sannolikt tillgång till antingen samma Josefus-handskrift som den Origenes använde eller så en avskrift av densamma. När Eusebios återger samma passage som den Origenes återger tre gånger (och då sannolikt citerar sig själv två av gångerna), kan han antingen (i likhet med vad Origenes i så fall måste ha gjort) ha citerat den ur en Josefus-handskrift, eller så läst Origenes (vilken han var väl förtrogen med) och litat på dennes uppgift om att Josefus skrivit detta – trots att inte heller han fann motsvarande textställe hos Josefus.
Detta skulle förklara varför varken Origenes eller Eusebios angav var Josefus skrivit att Jerusalem förstördes till följd av det judarna gjorde mot Jakob, trots att de som regel brukade uppge varifrån de fått sina uppgifter (författare, bok och ibland kapitel) och dessutom återger texten i ett sammanhang där de ger exakta referenser till andra passager hos Josefus. Hieronymus var väl förtrogen med Origenes verk och i förordet till De viris illustribus (Om berömda män) säger han uttryckligen att han i hög grad förlitar sig på Eusebios Kyrkohistoria, varför även han sannolikt fått uppgiften om att Josefus sagt att ”Jerusalem förstördes på grund av mordet på aposteln Jakob” från någon av dem och inte från Josefus.
Carrier menar att det var Origenes som skapade uttrycket genom att kombinera helt vanliga uttryck som ”brodern till Jesus” (som stod hos Josefus i Judiska fornminnen 20:200) med Matt 1:16 ”som kallades Kristus” i tron att Josefus någonstans skrivit något om Jakobs död, medan Origenes i själva verket hade läst det hos Hegesippos (Egesippus–Iosippus). På grund av Origenes uppgifter kom någon (Origenes själv, Pamfilos eller någon annan) att föra in frasen ”som kallades Kristus” även hos Josefus i den handskrift av Judiska fornminnen som Eusebios senare skulle nyttja. Eusebios satt därför med två likartade uttryck, det ena hos Josefus (infogat i handskriften efter att Origenes skrivit sina verk) och det andra hos Origenes. Han återgav därför båda textställena efter varandra med uppgiften att Josefus skrivit båda, men angav bara var hos Josefus det ena förekom, eftersom han inte kunde hitta det andra. Med stöd av det Origenes och Eusebios skrivit och det som nu stod i Josefus-handskriften i Caesarea, kom denna version att bli den som återgavs i framtida avskrifter av Judiska fornminnen.